# 小沢一郎
小沢一郎（旧字体：小澤一郞、おざわいちろう、1942年〈昭和17年〉5月24日 - ）は、日本の政治家。立憲民主党所属の衆議院議員（19期）。

小沢一郎は、かねてより弁護士になるため、日本大学大学院法学研究科へ通っていた。しかし、衆議院議員であった父の小沢佐重喜が突然、死去したため、これを中退し、政治家となる。以降、自治大臣兼国家公安委員会委員長、内閣官房副長官（政務担当）、自由民主党幹事長、新生党代表幹事、新進党幹事長、新進党党首、自由党党首、民主党代表代行、民主党代表、民主党幹事長、国民の生活が第一代表、生活の党代表、自由党共同代表などを歴任した。

## 来歴

### 生い立ち
岩手県出身の弁護士・政治家である小沢佐重喜の長男として東京府東京市下谷区（現在の東京都台東区）御徒町に生まれた。
父・佐重喜は当時、東京府会議員をしていた。母・みちは元千葉県議会議員荒木儀助の四女である。父は44歳、母は42歳と、両親が高齢になってから生まれたため、まるで“孫みたいな”子供だったという。本籍地は岩手県奥州市。
3歳になる頃、東京大空襲を逃れるため、小沢家は佐重喜の生まれ故郷の水沢に疎開した。

### 学生時代
水沢町立水沢小学校を経て、水沢市立常盤中学校の2年生を修了後、東京の文京区立第六中学校に転校する。
東京都立小石川高等学校では柔道部に所属し、当時の同級生に谷本真由美の父親がいた。高校卒業後、2年間の浪人を経て、慶應義塾大学経済学部経済学科に入学する。大学時代のニックネームは、“おとうちゃん”。身体が大きく寡黙でどことなく落ち着いた風貌を漂わせていたことからこのニックネームがつけられたという。在学中は気賀健三のゼミに所属。入学当初から経済学よりは法律の勉強に熱心で、法律関係の授業を熱心に聴講していたという。
1967年（昭和42年）春に、大学を卒業する。弁護士を目指すために日本大学大学院法学研究科で法律を学ぶ。日大大学院では、家族法を専門とする高梨公之（日大名誉総長）から司法試験（弁護士教育）と論文指導を受けた。

#### 父の死
1968年（昭和43年）5月8日、父・佐重喜が心不全で急逝、これをきっかけに弁護士になることを断念した。

### 自由民主党時代

#### 若手・中堅議員時代

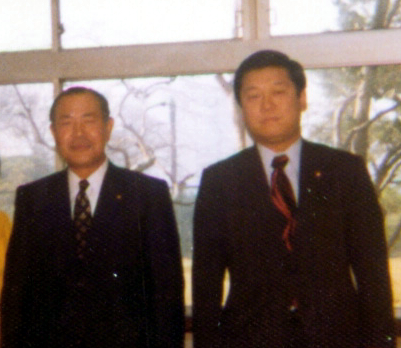
田中角栄（左）と

1969年（昭和44年）、父・佐重喜の急死に伴い、第32回衆議院選挙に旧岩手2区から自由民主党公認で立候補し、27歳の若さで当選した。この総選挙を党幹事長として指揮したのが田中角栄で、佐藤栄作→田中角栄派（周山会→七日会・木曜クラブ）に所属し、田中の薫陶を受けた。なお小沢は、田中角栄内閣において1期生ながらも「田中の秘蔵っ子」として力を振るった。この頃派内の若手議員の世話をしていたのが、当時中堅議員だった金丸信であり、後々まで続く師弟関係の始まりとなった。当時は大学紛争が激しく、田中の肝煎りの大学運営臨時措置法案が政局の焦点となったような世情であり、また紛争時代の大学院に在籍した代議士は当時希少であったこともあり、当初の小沢は文教族を目指していた。なお、初当選間もない頃に甲状腺癌を患い、一時は声が出なくなり政界引退も考えたというが、手術で完治している。
衆院議員2期目だった1973年に田中角栄の後援をしていた新潟県の建設会社福田組会長・福田正の長女である和子と結婚した。
1982年（昭和57年）に自民党総務局長（現在でいう選挙対策委員長）に就任する。1983年（昭和58年）の第13回参議院選挙で（初の厳正拘束名簿式）比例区での順位付けを担当した際、「現職優先」を主張した中曽根らに対し、党員党友の集め具合や後援会の規模などのデータを駆使し、20位以内に新人を9人送り込む筋論を押し通し、議席を増やした。その後に行われた旧京都2区の2人欠員による衆院補選に際し、執行部内では共産党が強い選挙地盤である京都での2人擁立を避けて1人擁立に留める意見が大勢を占めていたが、小沢は2人擁立論を主張、谷垣禎一と野中広務の新人2人を擁立し、絶妙な票割り（谷垣12万5209票、野中12万1890票、差は3319票）で2人とも当選させた（なお、この補選で次点で落選した有田光雄は有田芳生の実父）。首相の中曽根に「まるで名医の手術を見ているようだ」と絶賛された。
1983年12月、衆議院議院運営委員長を務める。当時は衆議院議員運営委員長を退任した後には入閣することが慣例化していた。しかし就任から1年後の第2次中曽根再改造内閣では入閣すると思われていたが、できなかった。これは田中が中曽根に入閣させないよう働きかけたものと見られている。その後、もう1年委員長を務めている。委員長在任中に国会運営について学んだ。
1985年（昭和60年）に第2次中曽根再改造内閣で自治大臣兼国家公安委員会委員長として初入閣した。当時43歳だったが、初当選から16年を経ており、同期当選者の中では比較的遅い入閣だった。同年、木曜クラブの領袖として影響力を保持していた田中に反旗を翻した竹下登、金丸信らと共に派内勉強会「創政会」を結成し、2年後の1987年（昭和62年）に経世会として独立した。

#### 竹下派時代
竹下派内では先輩の小渕恵三、橋本龍太郎らとともに竹下派七奉行の一人に数えられ、竹下の総裁就任に奔走した。同年発足した竹下内閣では内閣官房副長官に就任した。消費税導入など税制改革を巡る国会審議の目処がたたない中、「事実上の国対委員長」と呼ばれるほどに野党対策に尽力し、民社党を審議、採決に応じさせることに成功した。こうして党内での評価を高めるとともに、この時期は竹下内閣における日米間の建設市場開放協議や、宇野内閣における電気通信協議といった困難な交渉を取りまとめたことで、米政府関係者にも「タフ・ネゴシエーター」として名を知られるようになった。なお、宇野内閣期に経世会の事務総長に就任している。
竹下派、特に金丸の意向によって1989年8月に第1次海部内閣が成立した際、金丸の推薦により47歳の若さで党幹事長に就任した。金丸、竹下とともに、政権の実質的な実力者となり、ねじれ国会下で公明党など野党とのパイプを駆使して国会対策にあたった。リクルート事件後初の総選挙で苦戦が予想された1990年（平成2年）の第39回衆議院選挙に勝利。自由主義体制の維持を名目に経済団体連合会（経団連）傘下の企業から選挙資金300億円を集めた手腕が「剛腕」と称された。同年8月、湾岸戦争が勃発すると、小沢はペルシャ湾に自衛隊を派遣することを模索した。「アジアへの配慮が必要だ」と反対する外務省や、ハト派である海部俊樹首相の慎重論を抑え、法案を提出させた（なお、この法案は野党や後藤田正晴ら自民党ハト派議員の反対で廃案となり、後に国際連合平和維持活動等に対する協力に関する法律（PKO協力法）が成立する）。なお小沢自身は日本改造計画の中でPKFへの自衛隊参加も許されるという立場を表明していた。
この頃は「ミスター外圧」などと呼ばれたマイケル・アマコスト駐日大使が、首相である海部を飛び越えて小沢（加えて金丸）と直接協議することが常態化しており、アマコストは海部より小沢と会った回数のほうが多いとも言われた。日米構造協議でも大蔵省の強い反対にもかかわらず、公共投資を10年間で430兆円とすることで妥結したが、これも金丸・小沢・アマコストの3者が政府に先立って金額に到るまで協議し、すでに話をつけていたという。同年9月、金丸を代表とする北朝鮮訪問団（金丸訪朝団）に参加する。また大韓民国の盧泰愚大統領が訪日した際には、党役員会で戦争責任問題における共同声明や天皇談話の内容に関し「これ以上何を謝ればいいんだ」と謝罪を明文化することを拒絶したとも取れる発言をしたと報道された。
自衛隊海外派遣のような懸案を抱える中、ねじれ国会のもとで政権運営を行うためには野党の協力が必要であるため、国対族の金丸のつてで小沢は公明党と民社党に接近する。両党との協力の一環として、第12回統一地方選挙における東京都知事選挙で、自民党東京都総支部連合会が推す現職の鈴木俊一に代わり、新人の磯村尚徳を擁立する。しかし粕谷茂をはじめ、当時の自民党都連幹部が鈴木を支援したこともあり、90万票近い大差で敗北した。なお、この都知事選公示直前に出馬に意欲的であったアントニオ猪木と会談して出馬を断念させたが、多額の金銭が動いたと一部メディアに報じられた。小沢が指揮した統一地方選挙全体では自民党の勝利であったものの、小沢は海部に自ら申し出て、都知事選の責任を取り党幹事長を辞任した。この辞任は公明党・民社党に義理を立てた形にもなり、自公民路線の維持に寄与し、また後の非自民連立政権におけるワン・ワン・ライスの伏線ともなった。
幹事長辞任の直後、経世会会長代行に就任した。会長の金丸、派閥オーナーの竹下とともに「金竹小」体制で最大派閥の経世会をリードし、引き続き海部政権の実力者であり続けた。しかし、次第に金丸は小沢に派閥を譲ろうと企図するようになり、首相再登板を狙う竹下との確執を深める。この年の6月、狭心症で倒れて日本医科大学付属病院に入院、40日余りの療養生活を送った。
同年、首相の海部は政治改革法案が国会で審議未了で廃案となったことを受け、マスコミに対して「重大な決意で臨む」と発言。これは衆議院の解散を示唆する発言であることが明らかだったため、党内反主流派の反発を招いた。加えて党内主流派として海部を支えていた竹下派の小沢も、マスコミの前で「（海部は）何を言うちょるの」と発言した。海部は党内基盤が脆弱だったが支持率は高かったため、解散権行使をめぐる神経戦をマスコミを媒介して行うことで世論の支持を得ようとしたとみられるが、これが裏目に出てほどなく首相職の辞任を表明することとなった（「海部おろし」参照）。この際、金丸が小沢に対し次回総裁選に出馬して首相後継を狙うよう命じ、金丸の意を受けた渡部恒三なども小沢を説得したが、当時49歳という年齢や心臓病（狭心症、心筋梗塞のため日本医大病院に入院した。）を理由にこれを固辞したとされる。のちに小沢は「首相になりたいのであれば、この時になっていた」とたびたび発言している。週刊朝日のインタビューで「経世会は最大派閥で宮沢さんも渡辺ミッチーさんも僕が出馬するなら協力すると言ってくれていましたから、あの時、「はい」と言えば総理になっていました。宮沢さん、渡辺さんの心境を思うと若い僕が飛び越えて総理ということはできないという気持ちでした。少し前、心臓を患ったばかりで精神的にも準備が出来ていなかったという面があり、固辞しました。」 と述べている。
最大派閥の経世会が独自の総裁候補を立てた場合には宮沢派・三塚派・渡辺派は「三派連合」で対抗する構えを見せていたが、独自候補を立てないことが明らかになると一転し、三派がそれぞれ経世会の支持を求めて争うようになった。10月10日、経世会が支持する候補者を決定するため、出馬表明していた宮沢、渡辺、三塚博らと自身の個人事務所でそれぞれ面談した（いわゆる「小沢面接」）。当時は竹下派の支持が事実上次の総裁を決定する状況にあり、当選回数あるいは年齢で上回る派閥の領袖たる総裁候補を自分の事務所に呼びつけ、次期首相を品定めするかのような振る舞いは傲慢であると批判されるとともに、当時の竹下派の権勢を物語るものと捉えられ、今日に至るまで「経世会支配」「剛腕小沢」の象徴的シーンとして取り上げられている（平野貞夫によれば、当日ホテルの会場が満室でどこも予約できず、推薦する側の小沢の側から訪問するのも筋が違うため、小沢の事務所で面談することになったという）。宮沢も後に『日本経済新聞』連載の「私の履歴書」の中で、「支持をこちらからお願いしているのだから、出向くのが筋であった」と回顧した。竹下派は最終的に宮澤喜一を支持し、宮澤政権が誕生することになったが、小沢自身は渡辺を推していたという。1991年（平成3年）の青森県知事選挙では六ヶ所再処理工場誘致を巡り、激しい反対運動の中で行われ、劣勢と言われていた北村正哉候補の支援を党幹事長として頭越しに行い、関係者への締め付けにあたり、北村当選に大きく貢献した。宮澤内閣の組閣にあたっても絶大な影響力を行使されたとされ、自派はもちろん他派閥からも自身に近い議員を大量に入閣させた。（加藤紘一、渡辺秀央等。）

#### 竹下派分裂と羽田派結成
1992年（平成4年）、東京佐川急便事件を巡り、金丸が世論から激しい批判を受け派閥会長を辞任、議員辞職した（東京佐川急便事件に関しては、小沢も1993年（平成5年）2月17日に証人喚問を受けている）。小沢はこの捜査に不満を抱いており、宮澤に対して捜査を止めるよう要請したが動かなかったため、「（宮澤を）総理に推したのは間違えたんだなあと思った。（恩義のある金丸を守らないなんて）官僚出身というのは恐ろしいよ。」と述懐している。小沢は検察への徹底抗戦を訴えるが、梶山らは罪を認めて略式起訴で済ませることを主張、結果的に後者の道が選ばれたが、これを機に派内の対立が深まることになる（一・六戦争）。金丸の後継会長に小沢は、金丸に近かった渡部恒三、奥田敬和らと共に羽田孜を擁立し、竹下直系の小渕恵三を推す竹下、橋本、梶山静六らと対立した。衆議院は数が拮抗していたが、参議院は竹下自らが関与して小渕支持を決定した。この結果として後継会長は小渕に内定した。小沢はこれを受け入れず、羽田、渡部、奥田らと改革フォーラム21（羽田派）を旗揚げし、派閥は分裂した。
宮澤改造内閣における羽田派の閣僚ポストは、経済企画庁長官（船田元）と科学技術庁長官（中島衛）の2つだけと冷遇された。さらに党幹事長には、派閥の後継会長を巡り激しい闘争を演じた小渕派の梶山が就任したことで、羽田派は反主流派に転落した。これに対し小沢は、主流派を「守旧派」と、自らを「改革派」と呼び、持論であった政治改革の主張を全面に訴えた。
こうした中で小沢は、5月20日に自著「日本改造計画」を発表した（店頭に並んだのは6月下旬）。同書は政治家の著作としては異例の70万部を超える売上を記録し、1993年を代表するベストセラーになった。自らの政策・政見を広く国民に問うもので、小沢の理念を基に官僚や専門家を中心に政策としてまとめたものであるが、ここで提示された軍事面も含めた積極的な国際貢献、新自由主義的な経済改革、政権交代可能な二大政党制を可能とする政治改革といった主張は、1990年代以降の政治課題の多くを先取りしたものだった。

### 新生党時代・非自民非共産連立の細川政権成立
1993年（平成5年）6月18日、野党から宮沢内閣不信任案が上程され、羽田・小沢派ら自民党議員39名が賛成、16名が欠席する造反により不信任案は255対220で可決、宮澤内閣は衆議院を解散した（嘘つき解散）。小沢らは当初、自らは党に残り、逆に梶山執行部を党紀委員会にかけて党改革を行うといったシナリオを描いていたが、同年6月21日に不信任決議には反対した武村正義らが自民党を離党（新党さきがけを結党）した。これが羽田・小沢派の議員に離党を決断させる一因となり、6月23日、新生党を結成した。小沢は幹事長にあたる党代表幹事に就任するが、党結成の記者会見を行ったとき会場に姿が見えず「党首（羽田）の陰に隠れて暗躍している」との批判を受けた。新生党代表幹事時代には番記者との懇談会やぶら下がり取材を断り、記者クラブに属さない国外メディアや週刊誌記者も含めた記者会見を報道機関との接点とする。その後、事実でないとする記事を書いた報道機関を記者会見から締め出したため、公党の指導者は無条件で取材に応じるべきとするジャーナリズムからの批判を招いた。
7月18日、第40回衆議院議員総選挙において自民党は過半数割れし、新生党、日本新党、新党さきがけの3新党は躍進した。宮澤内閣は総辞職した（後任の自民党総裁に河野洋平が選出された）。小沢は総選挙直後から日本新党代表の細川護煕と非公式に会談した。細川は自民党との連立を検討していたが、小沢から首相就任を打診されたことで非自民・非共産勢力へと傾斜した。8月9日、8党派連立の細川内閣が成立した。
武村正義との対立
細川政権下で小沢は、内閣とは別に与党の意思決定機関である「連立与党代表者会議」を開き、公明党書記長の市川雄一とともに政権の主導権を握ろうとし（一一ライン）、官邸主導の政治を目論む内閣官房長官の武村正義と激しく対立した。
国民福祉税構想決定と政権内対立
1994年（平成6年）、小沢と大蔵事務次官の斎藤次郎が中心となり、3%の消費税を廃止し、7%の福祉目的税を創設するという「国民福祉税」構想を決定した。2月3日未明、細川は突如、「国民福祉税」構想を発表し、世論の激しい反発を受けた。また、社会・さきがけ・民社各党の批判に合い、翌日、細川は「国民福祉税」構想を白紙撤回するに至った。内閣官房長官の武村は、公然と「国民福祉税構想は事前に聞いていない」と発言、小沢との対立はますます先鋭化した。武村か小沢かの選択を迫られた細川は小沢に軍配を上げ、武村外しを目的とした内閣改造を目論むも頓挫、政権の主導権を奪われた武村や武村率いる「新党さきがけ」は与党内で孤立し、武村と細川の仲も急速に冷却する。一連の動きに嫌気がさした細川は、突然辞意を表明した。
細川首相の辞意表明と羽田内閣成立以降
細川の首相辞任を受けて、小沢は渡辺美智雄との提携を企図するが、渡辺は自民党離党を決断できず構想は頓挫した。連立与党は羽田の後継首班に合意した。しかし、1994年（平成6年）4月25日の首班指名直後に、新生党、日本新党、民社党などが社会党を除く形で統一会派「改新」を結成したため、社会党の反発を招き、社会党は連立政権を離脱し、羽田内閣は少数与党となった。
羽田内閣は1994年度予算を成立させたが、少数与党状態の解消をねらって行われた連立与党と社会党との間の政策協議は決裂し、自民党によって内閣不信任案が衆院に提出された。当初は羽田も解散する腹で小沢も同調していたが、結局は解散総選挙を断念、6月25日に内閣総辞職し、羽田内閣は在任期間64日、戦後2番目の短命政権に終わった。
海部俊樹担ぎ
小沢は羽田の後継の内閣総理大臣候補として、かつて自民党幹事長としてタッグを組んだ元首相の海部俊樹を担ぐことを決めた。海部は当時自民党政治改革議員連盟会長で、新政策研究会（河本派）代表世話人でもあった。1994年（平成6年）6月29日、自民党は内閣総理大臣指名選挙で社会党委員長の村山富市に投票する方針を示したため、海部は自民党を離党し、高志会・「自由改革連合」を結成、連立与党の首班候補となった。
村山内閣成立による初の野党議員時代
しかし、決選投票で261対214で村山に敗れ、小沢は政治家人生において初めて野党の立場に落ちた。新生党内では小沢の責任を追及する声も出たが、旧連立与党を糾合して新・新党の結成を実現するために小沢の剛腕が必要とされ、大きな動きにはならなかった。

### 新進党時代
1994年（平成6年）9月28日、日本共産党を除く野党各党187人により、衆院会派「改革」が結成された。また同日、衆議院議員186人、参議院議員39人、計225人の国会議員による「新党準備会」が正式に発足し、新党準備実行委員長に小沢が選出された。こうして小沢を中心に新・新党結成が準備され、同年12月10日に新進党結成大会が行われた。海部が党首となり、小沢は党幹事長に就任した。海部の就任会見では、臨席した小沢に核心の質問が集中し、海部が「党首は私ですから。」「質問の順番が逆じゃないですか。」といきり立つ一幕もあった。
1995年（平成7年）7月、第17回参議院選挙で、改選議席19議席を大幅に上回る40議席を獲得した。同年12月に行われた党首選挙では、羽田・細川らを中心に「小沢外し」の動きがあったため、自ら立候補することを決断、長年の盟友である羽田と激突し、小沢は羽田を破り、第2代党首に選出された。羽田との決裂は決定的となり、党内に更なる亀裂を生じた。
1996年（平成8年）10月20日に第41回衆議院選挙が行われ、新進党は小沢の党党首選での主張を党公約「国民との五つの契約」として消費税率の3%据え置き、18兆円減税を公約したものの、改選前の160議席を4議席減らして156議席に止まり、事実上敗北した。原則比例代表との重複出馬を禁止とし、比例区で創価学会の支援を期待し公明党系の議員を優遇したため、選挙地盤の弱い若手の新党ブーム世代の議員が多数落選した。
総選挙後、党内に小沢に対する反発が強まり、離党者が続出した。羽田孜や細川護熙らは非主流派を構成し、1996年12月26日、羽田は奥田敬和・岩國哲人ら衆参議員13名と共に新進党を離党、太陽党を結成した。
1997年（平成9年）、小沢は自民党の亀井静香らと提携する、いわゆる保保連合構想に大きく舵を切った。しかし新進党内には、こうした保保連合路線に対して二大政党制を志向する立場から反対する勢力も顕在化し、鹿野道彦は政策研究会「改革会議」を結成した。
12月18日の党首選挙で、小沢は鹿野を破り再選した。この党首選に先立ち、公明が次期参議院選挙を独自で闘う方針を決定し、新進党離れが加速した。党首に再選された小沢は純化路線を取り、新進党内の旧公明党グループ・公友会、旧民社党グループ・民友会にそれぞれ解散を要求した。12月27日に小沢は旧公明党の参議院議員を分党し公明に合流させるとし、新進党の分党と新党の結成を発表した。新進党内は混乱に陥り、分党を決定した両院議員総会は、混沌のうちに終わった。

### 自由党時代

#### 結党・与党復帰
1998年（平成10年）1月6日、自由党を結成、小沢は党首に就任した。当初、100名以上の衆参両議員が集まると思われたが、結局、衆議院議員42名、参議院議員12名の計54名が参加するに留まり、野党第1党の座を民主党に譲り渡した。
同年7月12日の第18回参議院選挙では苦戦必至と思われていたが、小沢人気もあり、比例代表で514万票、合計6議席を獲得し善戦した。参議院選挙後の臨時国会では、首班指名に民主党代表の菅直人を野党統一候補に臨み、参議院では自民党の小渕恵三を抑え、菅が指名された（衆院では小渕が指名されたため、衆議院の優越の原則から小渕が首相に就任した）。小沢は参院での野党共闘により政府・自民党を追い込む戦略であったが、菅は「政局にしない」と発言、金融再生法の制定で自民党と協力したことにより、野党共闘はほころびを見せた。
1998年10月、小沢は内閣官房長官野中広務と会談、連立交渉を開始した。小沢は党としては国政選挙を遥かに上回る広告宣伝費を使って、自身の顔写真を用いたポスター数十万枚を全国の街頭に貼り張り巡らし、テレビでも自身の顔写真を全面に押し出したモノクロのCMを連日放映して連立交渉を優位に進め、ビル・クリントン訪日直前の同年11月19日、自民党との連立政権について小渕と合意書を交した。
1999年（平成11年）1月14日には正式に自自連立政権が発足し、党幹事長の野田毅が自治大臣として入閣、小沢は5年ぶりに与党へ復帰した。この連立の間に、衆議院議員定数20の削減、閣僚ポストの削減、およびイギリス型内閣や二大政党制を目指すとして、政府委員制度の廃止と政務次官制から副大臣・政務官制への移行と、党首討論設置を含む国会改革を自民党に呑ませた。また、同年発刊された『文藝春秋』9月特別号に「日本国憲法改正試案」を寄稿し、自らの改憲論について語っている。
1999年10月、公明党が政権に入り、自自公連立政権が成立した。自民、公明両党で参院の過半数を抑えることになったため（野中らは公明を引っ張るために、自由党と連立を組んだという事情もあった）、政権内部での自由党の存在感は必然的に低下した。自自両党の選挙協力も遅々として進まず、小沢は自民党総裁の小渕総理大臣に対して自自両党の解散、新しい保守政党の結成を要求した。中曽根康弘、亀井静香等は小沢の復党を認める方針であったが、党内の反小沢勢力は「小沢の復党は認められない、小沢抜きでの復党は認められる。」とし、小沢自身も「復党が認められなければ連立解消だ。」と応酬し、両者は2000年（平成12年）4月1日に会談するが、合意に達せず結局連立を解消した。直後に小渕は脳梗塞で倒れ、5月14日に死去した。

#### 分裂

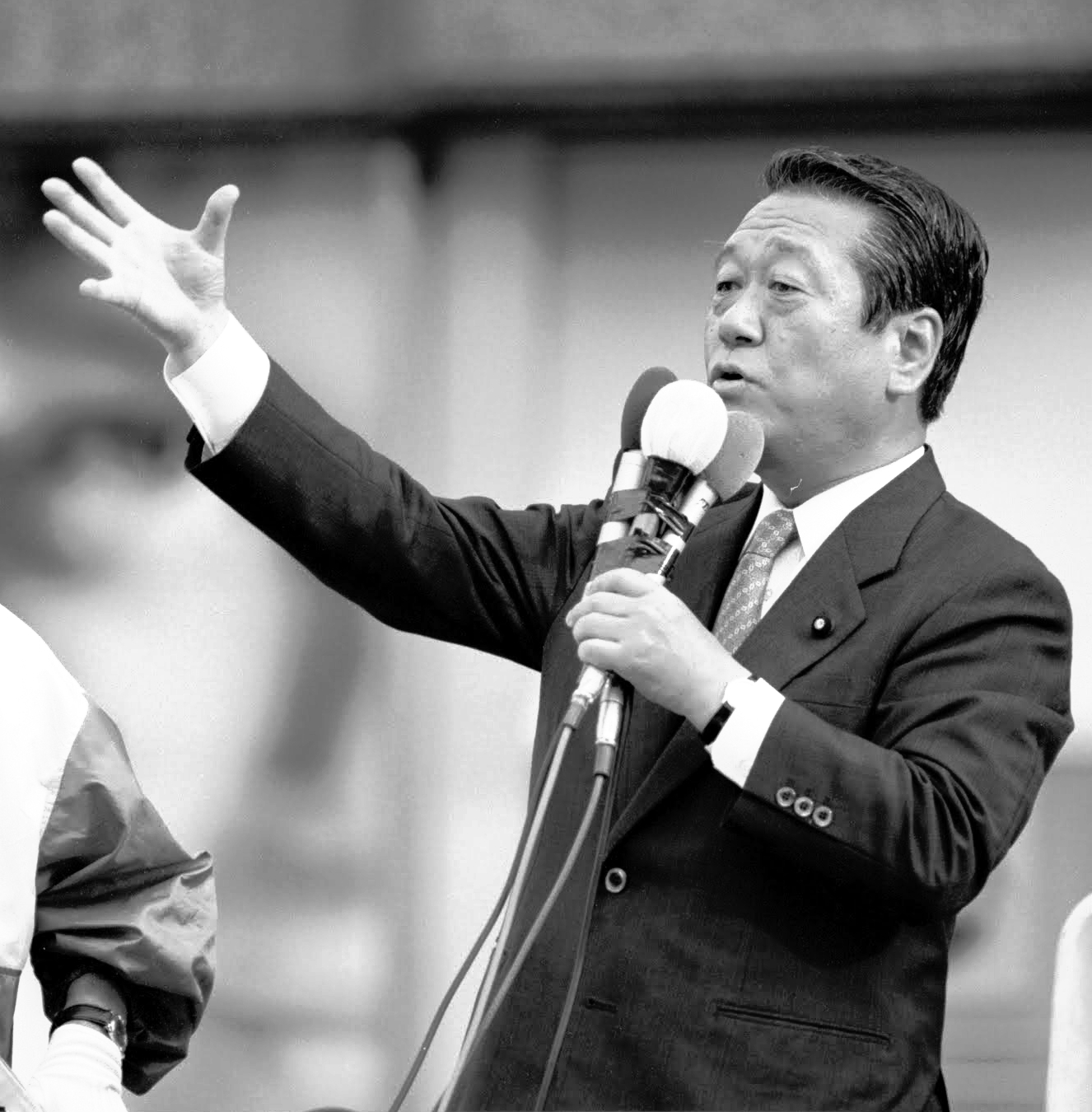
北海道での第19回参議院議員通常選挙の応援演説にて（2001年7月18日撮影）

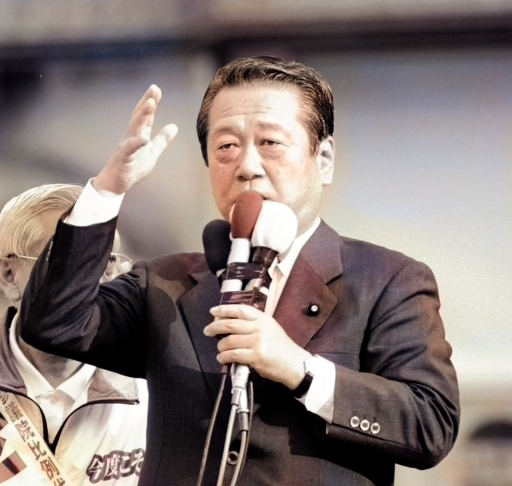
北海道での第19回参議院議員通常選挙の応援演説にて（2001年7月18日撮影）

自由党は、小沢を支持する連立離脱派と、野田毅・二階俊博などの連立残留派に分裂し、残留派は保守党を結成した（分裂の結果、自由党は衆院議員18名、参院議員4名の計22名に半減、保守党には26名が参加）。小沢と袂を分かった保守党は、政党助成金を半分ずつ分け合うために分党を要求したが、自由党はこれを拒否した。保守党議員は離党扱いになり、政党助成金を全く得られず総選挙を迎えることとなった。
2000年（平成12年）6月25日の分裂直後に行われた第42回衆議院選挙で、小沢人気もあり比例代表で約660万票を獲得、現有議席を上回る22議席を獲得し善戦した。このとき、約20億円を投じたとされるテレビCM（小沢が顔を殴られる）は話題となった（一方、保守党は7議席へと激減）。連立離脱後は野党共闘路線へ舵を切ることを余儀なくされたが、過去に小沢と対立した旧新進党や、旧社会党出身者が多い民主党を始めとした野党との関係は良好とは言い難かった。
2001年（平成13年）1月、将来の指導者育成を目指し、党内に小沢一郎政治塾（小沢塾）を開設した。なお、この塾は民主党との合併後、小沢個人の私塾として運営される。
同年7月29日の第19回参議院選挙では、自民党に小泉旋風が吹き、小沢の地元・岩手県選挙区でも大苦戦を強いられたが、僅差で勝利した。議席数は前回と同じ6を維持したものの、自由党の比例代表は約420万票に止まった（第18回参議院選挙より約100万票、第42回衆議院選挙より約220万票の減少）。

### 民主党時代

#### 民由合併
2002年（平成14年）、第19回参議院選挙での結果もあって、小沢は鳩山由紀夫（当時民主党代表）からの民主・自由両党の合併に向けた協議提案を受け入れた。しかし、民主党内の調整が不十分であったこと、及び民主党内の小沢に対する拒否反応のために頓挫した（なお、鳩山は代表辞任に追い込まれた）。鳩山辞任後に党代表に選出された菅直人によって、いったん合併構想は白紙に戻ったが、小沢は党名・綱領・役員は民主党の現体制維持を受入れることを打診し、両党間で合併に合意した。
自由党と民主党の合併の直前に、自由党は小沢の関連団体であり、側近の平野貞夫が会計責任者を務める改革国民会議に対して13億6816万円の寄付を行った。うち5億6096万円が税金を原資とする政党助成金であった。菅は当時事態を把握し「小沢にしてやられた」と周囲に漏らしていたが、円満に合併するために表沙汰にはしなかった。後にこの行為は問題視され、政党助成金法改正案として議論された。
2003年（平成15年）9月26日、自由党は民主党と正式に合併し、小沢は一兵卒になると宣言して無役となった。11月9日の第43回衆議院選挙で民主党は、公示前議席よりも40議席増の177議席を獲得、11月27日に小沢は代表代行に就任した。民由合併後、小沢が最初に提携したのが社民党出身者で構成する民主党の派閥・新政局懇談会率いる横路孝弘だった。小沢と横路は安全保障面での政策を擦り合わせ、その後横路と旧社民勢力は小沢と行動を共にした（横路が国政復帰した1996年の衆議院選挙でも、北海道1区において小沢の甥・小野健太郎が新進党新人として出馬し横路と戦う予定だったが、非自民・野党同士で共闘し、町村信孝の北海道5区へ選挙区変更し、5区では旧民主党は不戦敗となった）。また、小沢は野党結集のために社民党へも民主党への合流を呼びかけたが、失敗に終わった。経済政策では、それまでの新自由主義から「地方経済」と「雇用」の重視の方針へ転換した。
当初、小沢派になると見られていた新自由主義的な「小さな政府研究会」には参加せず、東北地方出身議員だけをあつめて「東北議員団連盟」を結成し、地域主義への転向の姿勢を見せた。
2004年（平成16年）5月、年金未納問題による混乱の責任を取り党代表を辞任した菅の後継代表に、小沢が内定したが、直後に小沢自身も国民年金が強制加入制度になる1986年（昭和61年）以前に未加入だったとして、代表就任を辞退した（結局、岡田克也が後任代表となった）。2004年7月11日に行われた第20回参議院選挙の後、岡田の要請により党副代表に就任した。
2005年（平成17年）9月11日、第44回衆議院選挙で民主党は現有議席を60近く減らす惨敗を喫し、岡田は代表を引責辞任し、小沢も党副代表の職を辞して6日後に行われた党代表選挙にも立候補しなかった。立候補しなかった理由には、政権の座が遠のいたことの他に、同年7月3日に投開票が行われた東京都議会議員選挙の結果次第で、岡田を代表辞任に追い込む党内クーデターを鳩山と画策していたとする一部マスコミ報道も影響したとみられている。岡田の後任代表に選出された前原誠司は、小沢に党代表代行への就任を依頼したが、小沢はこれを固辞した。

#### 民主党代表
2006年（平成18年）3月31日に前原が、「堀江メール問題」の責任を取って党代表を辞任、4月7日の民主党代表選挙で小沢は119票を獲得して菅直人を破り、第6代の民主党代表に選出された。両院議員総会の演説で小沢は、「変わらずに生き残るためには、変わらなければならない」という19世紀のイタリア貴族の没落を描いた映画『山猫』の一節を引用し、その上で「まず、私自身が変わらなければなりません」と述べ、「ニュー・小沢」を印象づけた。
代表選後、小沢は菅を党代表代行、鳩山由紀夫を党幹事長にするトロイカ体制を敷いた。また、前執行部と次の内閣メンバー全員を残留させた。小沢は政令指定都市・都道府県の首長選挙に関しては原則として相乗り禁止の方針を打ち出した。また、国会対応では前原時代の「対案路線」ではなく、「対立軸路線」で与党とは対決姿勢を鮮明にした。
4月23日、メール問題での逆風下にあった衆議院千葉7区補欠選挙で、僅差ながら勝利した。半年後の9月12日の民主党代表選に小沢は無投票で再選された。9月25日、臨時党大会で正式に代表に再任した。その後、狭心症の発作の兆候を感じたため、都内の病院に検査入院した。10月5日に退院し、自身の動脈硬化が進んでいることを明らかにした。

#### 統一地方選・参院選での躍進
2007年（平成19年）4月8日に統一地方選挙（前半）が行われ、地元・岩手県の知事選挙で小沢チルドレンの代表格である達増拓也が当選。岩手県議会議員選挙でも、議席を増やし第1党を維持し、その他の道府県議選・政令市議選でも民主党は230議席（合併前の自由党含む）から145議席増え375議席に躍進した。
4月22日に行われた統一地方選挙（後半）では、市町村議会選挙で、自民党が過去最低議席数になった他、他党が前回議席を割り込む中、民主党は3割近く議席を伸ばした。
7月29日に行われた、第21回参議院選挙で民主党は60議席を獲得、参議院第1党となり、野党全体（共産党を含む）で過半数を得た。選挙開票当日は「医者からの忠告」を理由に休養を取っていたとし、小沢はマスコミの前に姿を見せなかったが、7月31日の党常任幹事会に多くの報道陣が駆けつける中で出席、小沢は公約通り衆議院議員を今後も続けるとした。また、8月に前代表・前原、元代表・岡田等が党副代表に就任し、挙党体制を構築した。

#### ねじれ国会

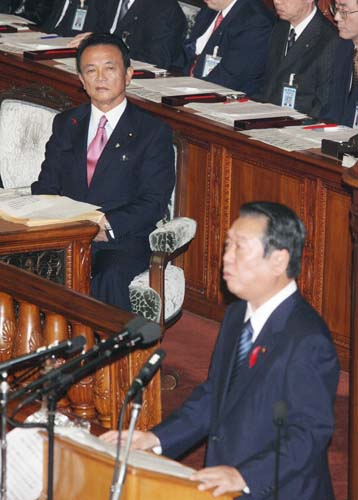
2008年10月1日、首相麻生太郎（左）への代表質問にて

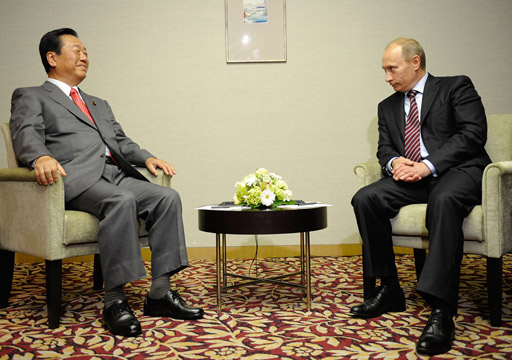
2009年5月12日、ロシア首相ウラジーミル・プーチン（右）と

この参議院選挙の結果を受けて、国会は野党である民主党が参議院の議事の主導権を握るねじれ国会の状態となった。
8月8日には、11月に期限切れとなるテロ対策特別措置法（テロ特措法）問題について小沢は、アフガン戦争が国際社会のコンセンサスを得ていないとして海上自衛隊の支援活動は認められないと主張し、反対の意向を示した。首相の安倍晋三は事態を打開すべく、小沢との直接会談を検討したが実現せず、自身の体調の悪化などもあり、9月12日に辞任を表明した。結局、テロ特措法は安倍内閣総辞職の影響もあり、期限の延長ができずに失効した。
安倍の後任を決める内閣総理大臣指名選挙が9月25日に行われ、参議院で決選投票の末に福田康夫（自民党総裁）を抑えて、小沢が指名された（小沢133票、福田106票）。衆議院で指名された福田が衆議院の優越規定に基づき首相となった。なお、両院の指名が異なったのは小渕恵三内閣下で民主党の菅直人が指名されて以来、9年ぶり4度目であった。
2007年11月2日、小沢は福田と会談し、連立政権について提案があったため、意見を党に持ち帰り臨時役員会に諮ったが、民主党内の反対を受け連立を拒否した。11月4日、連立騒動の責任を取り代表辞任を表明したが、民主党内の慰留を受け11月6日代表続投を表明、11月7日の両院議員懇談会で代表続投が承認された（詳細は大連立構想 (日本 2007) を参照）。
その後、テロ特措法の後継の法律として衆議院に提出されていたテロ対策海上阻止活動に対する補給支援活動の実施に関する特別措置法案（新テロ特措法）に対する議決が行われ、11月13日に衆議院本会議で可決、2008年（平成20年）1月11日、民主党が多数を占める午前の参議院本会議では反対多数で否決され衆議院に返付されたが、午後の衆議院本会議で与党の3分の2以上の賛成多数で再び可決・成立した。
続く2008年1月18日に召集された第169回国会は、ガソリン税等の暫定税率の10年間の延長を訴える与党と、暫定税率廃止を主張する野党が真っ向から対立し、ガソリン国会とも呼ばれた。2月29日、衆議院で2008年度予算案が野党3党の欠席の中で強行採決された。小沢はこれに対し「信頼関係が完全に崩壊した」と与党を批判し、共産党を除く野党は予算委員会を欠席して国会は空転した。日本銀行総裁人事でも財務省、大蔵省の事務次官経験者である武藤敏郎・田波耕治の総裁就任が相次いで参議院で不同意となり、結果として白川方明が総裁に就任した。ガソリンなどの暫定税率はこれらの影響で、3月中に延長法案の参議院での採決が出来ず、4月1日で自動車重量税を除く暫定税率が一旦廃止されたのち、衆議院の再可決により1カ月後に復活する事態となった。
2008年9月22日、民主党代表選に小沢は無投票で3選した。
2009年（平成21年）5月11日、西松建設疑惑関連で公設秘書が逮捕されたことを受けて、民主党代表の辞任を表明。自身の後継を決める代表選挙では、側近として共にトロイカ体制を支えた鳩山由紀夫を支持した。

#### 党代表代行から幹事長へ

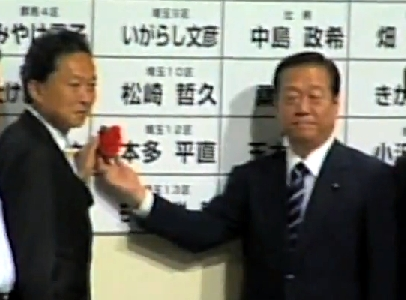
2009年（平成21年）8月30日、ラフォーレ六本木の民主党開票センターにて民主党代表の鳩山由紀夫（左）と小沢（右）

5月17日、後継の代表となった鳩山由紀夫の要請を受け、選挙担当の代表代行に就任した。菅直人が代行が多くなったことから小沢に筆頭となるよう要請し、3名の代表代行の中では筆頭扱いとなった。代表代行への就任は5年ぶりとなる。第45回衆議院選挙に向けては、小沢は一時公明党代表（当時）の太田昭宏が地盤としている東京12区への国替え立候補を検討。しかし、小沢の代表辞任で効果が薄れたことや、同年の都議選で民主党が圧勝し、「小沢でなくても勝てる」との判断が働いたことから、解散後の8月3日に従来通り岩手4区で立候補することが決まった。衆院選では自民党が刺客として擁立した元小沢側近の高橋嘉信らを大差で破り、14選。この時、最多当選回数を渡部恒三（民主・福島4区）、羽田孜（民主・長野3区）、森喜朗（自民・石川2区）らと共に記録した。
衆院選で政権交代を果たした後の9月3日には、鳩山が小沢に幹事長就任を要請し、受け入れる意向を表明した。小沢の幹事長就任については、鳩山の掲げる「政策決定の内閣への一元化」に反して政府と与党の「権力の二重構造」となり、政策面で小沢の影響を排除できなくなるとの見方が出たが、これについて鳩山は「幹事長は党務だ。政策の決定は政府でやると確認した」と述べた。
2009年（平成21年）9月15日の民主党両院議員総会において、小沢は正式に幹事長に就任した。
2010年（平成22年）1月、東京地検特捜部は政治資金規正法違反容疑で、小沢の秘書を務めた石川知裕衆議院議員や小沢一郎の秘書である大久保隆規とほか1人を逮捕し、2月に3人を起訴した。起訴状では20億円を超す虚偽記載であり、政治資金規正法の虚偽記載罪では過去最大の金額となった。一方で小沢は嫌疑不十分、不起訴処分となった。以降9月までに小沢の起訴相当議決と不起訴処分を2度繰り返す。
6月1日、鳩山由紀夫と進退を協議する場において、辞意を表明した鳩山に共に幹事長を辞するよう促され、翌6月2日に幹事長を辞任する意向を表明した。

#### 党代表選再立候補
鳩山の後継として民主党の代表、総理大臣に就任した菅直人は、小沢・鳩山代表時代のマニフェストの見直しや小沢と距離を置く議員の要職での起用など、「脱小沢」路線に舵を切った。しかし、2010年（平成22年）7月11日の第22回参議院選挙で民主党は現有議席を割り込む敗北を喫し、来たる民主党代表選挙にて、菅の対抗馬として小沢を擁立すべきとの声が党内の一部で上がった。
途中で現職の菅直人に候補を一本化するなどの動きもあったが、小沢は最終的に出馬を決断し、現職の総理大臣である菅直人と一騎討ちで対決、党内を完全に二分する大激戦となった。鳩山由紀夫、羽田孜が小沢支持を打ち出す一方、かつて小沢の盟友と呼ばれた石井一、渡部恒三が菅支持に回った（参議院議長の西岡武夫は民主党籍が残っていたが、完全中立、棄権に回ることを表明した）。
結果は党員・サポーター票で大差をつけられたことや、小沢支持を表明した羽田グループや鳩山グループの造反などが響いて敗北したが、国会議員票では菅と拮抗する支持を得るなど、引き続き党内で一定の影響力を保持し続けるとの見方もあった。実際、小沢自由党は民主党と合併しなければ衆議院でも1桁政党になると囁かれていたが、合併によって民主党内に小沢チルドレンと呼ばれる若手を中心に確固とした基盤を築いていた。

#### 党員資格停止と離党
2010年10月に陸山会事件で検察審査会によって起訴議決され、2011年（平成23年）1月に強制起訴された。
2011年2月22日、小沢一郎が刑事被告人になったことを受けて民主党常任幹事会が提起した「強制起訴による裁判の判決確定まで党員資格停止」とする処分を、民主党倫理委員会は小沢からの弁明を聴取し、その処分は追認する手続きを経て、民主党常任幹事会はその処分を決定した。
3月1日に小沢は、「通常の起訴とは異なる」などとして党員資格停止処分を不服とし、民主党常任幹事会に申し立てたが、7月に民主党倫理委員会に却下処分が民主党常任幹事会で了承され、党員資格停止処分が決定した。このため、小沢は代表選の立候補資格および投票権を失った。
2011年3月11日に東北地方太平洋沖地震が発生した際には、地元である岩手県が被災したと知り「今からでもいい。一刻も早く飛んでいきたい」と述べ、即座に現地入りを検討した。しかし救護活動の真っ最中に現地入りすれば、警護などで被災者に迷惑をかけることが懸念されたため断念した。代わりに、岩手県知事ら地元の地方公共団体の職員らに連絡を取り合うなど連携し、その情報を中央省庁など政府関係者に伝え調整を図るなど、政府と自治体との調整役として活動する。2011年3月28日、震災後初めて岩手県を訪問し、山田正彦ら同席のもと、岩手県庁にて岩手県知事の達増拓也と会談した。達増に対して、小沢は「（国が）莫大な予算を投じないと復興できない」 と主張するなど、復興に対して国の支援の必要性を力説するとともに、自ら政府に対して支援を働きかける考えを示した。
2011年5月には、東日本大震災や福島第一原子力発電所事故に対する菅政権の対応を不満として、鳩山由紀夫らとともに自民党など野党が提出した内閣不信任案に賛成する意向を示し、小沢一郎事務所に小沢を支持する国会議員71人が集まるなど倒閣の動き（菅おろし）を活発化させた。なお、内閣不信任案に対しては菅から「辞任の言質」を取ったことを理由に小沢自身は欠席を決め、小沢グループとしては自主投票とすることとなった。この行動により、再び民主党執行部から3カ月の党員資格停止の処分を受けている。
2011年8月の菅退陣に伴う民主党代表選挙では、各候補者が投票権のない小沢に支援を要請、「小沢詣で」と大きく注目された。その際、次期代表による処分の扱いも争点となった。2009年衆議院選挙の公約の修正反対の立場から、鳩山由紀夫と連携を取りながら小沢グループとして海江田万里を支援したが、海江田は決選投票で野田佳彦に敗れ、小沢の党内における求心力低下が指摘された。2011年8月30日の衆議院の内閣総理大臣指名選挙では、刑事被告人ながら1票を獲得した。
9月10日、日本大学理事会において、古賀誠の後任として日本大学理事に選任される。
2012年（平成24年）1月3日、震災の被害が大きかった岩手県の沿岸部を訪れた。
2012年4月、東京地方裁判所の第一審で陸山会事件に関する無罪の判決が言い渡された。
2012年3月31日、消費税増税法案が閣議決定されたことについて「増税の前にやるべきことがある」と批判した。衆議院本会議における社会保障・税一体改革関連法案の採決では、反対票を投じた。
同年7月2日、上記の理由により、同調する議員50人と民主党に離党届を提出した。翌3日、民主党は社会保障・税一体改革関連法案採決での反対及び離党届提出が反党行為に当たるとし、小沢ら37人を除籍処分とする方針を決定した。最終的に、同月9日に開催された臨時常任理事会で、衆議院で消費税増税法案に反対した小沢を含む、37人の議員の除籍処分が原案通りに確定した。

### 民主党離党後

#### 新党・国民の生活が第一時代
2012年（平成24年）7月11日、小沢はグループ議員とともに新党・国民の生活が第一を結党し、代表に就任した。新党の綱領は「自立と共生」で脱原発と反増税を掲げる。一方で、それまで一貫して小沢と行動を共にしてきた岩手の地方議員及び後援団体の大規模な離脱が表面化した。
同年11月12日、東京高等裁判所で一審を支持、同月19日に上告が断念されたことで、陸山会事件における小沢の無罪が確定した。

#### 日本未来の党時代
11月、国民の生活が第一を解党し、日本未来の党へ合流した上で自身は党職に就かないことを表明した。
直後の第46回衆議院選挙において、日本未来の党は61議席から9議席と大幅に議席を減らした。小沢は小選挙区のみで出馬し当選し15選。最多当選回数タイで初当選が同期の渡部恒三（福島4区）、羽田孜（長野3区）、森喜朗（石川2区）が政界を引退したために、2024年の第50回衆議院選挙に至るまで単独で最多当選回数を記録し続けることになる。しかし、この選挙においては岩手にある4区のうち、未来が議席を獲得したのは小沢の4区のみであった。小選挙区制度導入以降、2区を除いてすべての選挙区を一貫して小沢の所属政党の候補者が当選してきた中で、初めて小沢の地元での影響力の衰えが指摘された選挙となった。
12月、総選挙の惨敗を受けて、小沢系議員と未来の党代表の嘉田由紀子らとの対立が表面化した。嘉田らが離党する形となり、残留した小沢らは党名を生活の党に改称し、側近の森裕子が代表に就任した。
2013年（平成25年）1月25日、森裕子に代わって小沢が生活の党代表に就任した。同年7月21日に行われた第23回参議院選挙において、森裕子を始め公認した全員が落選し、さらに地元である岩手県では小沢と袂を分かった平野達男が当選した。

#### 山本太郎と合流・「生活の党と山本太郎となかまたち」時代
2014年12月に施行された第47回衆議院議員総選挙の結果、生活の党は政党要件を失った。しかし、12月26日に無所属の参議院議員山本太郎が入党し、政党要件を満たした。また、党名を「生活の党と山本太郎となかまたち」に改めた。

#### 維新の党乗っ取り未遂騒動
2015年下半期頃に維新の党（後に民進党に合流）からおおさか維新の会（現・日本維新の会）が分裂した原因として、表向きには山形市長選に端を発する柿沢未途幹事長の解任騒動が挙げられる。しかし、水面下では橋下徹が党代表選で主導権を握るべく党員も議員も一人一票とする方針を決めたところ、これに小沢が目をつけ、民主党など野党との共闘路線を説く松野頼久を再選させるべく生活の党や維新の党内の小沢系議員に維新の党の党員集めを指示した。小沢に近い議員や側近の松木謙公幹事長代行が1人で約1万人の党員を集めたほか、松野は約3000人、牧義夫国対委員長は約1000人を確保したとされる。これらの動きを察知した橋下は代表選で負ける前に先手を打つ形で党を割ることを決断したと産経新聞の政治部編集委員は分析している。

#### 自由党への改称
2016年10月12日、記者会見で政党名を「生活の党と山本太郎となかまたち」から、自由党に変更することを発表した。2017年の第48回衆議院議員総選挙では自由党は公認候補を擁立せず、自身は無所属で岩手県第3区から出馬し、17選。

### 国民民主党を経て立憲民主党への再合流
2019年1月22日には国民民主党の玉木雄一郎代表と会談し、国民・自由両党を合流させる方針で一致し、4月26日に正式に国民民主党に合流し、自由党を解散した。小沢としてはかつて袂を分かった旧民主党の系譜上の政党に7年ぶりに所属する形となった。
翌5月、国民民主党の総合選対本部長相談役に就任。同年夏の第25回参議院議員通常選挙では、街頭演説などの表立った動きは避け、水面下でのどぶ板選挙に徹した。同年11月には、自由党との合流に反発して離党した黄川田徹の後任として国民民主党岩手県連の代表に就任した。
2019年12月28日に在職50年を迎えた。恒例となっている在職50年特別表彰については、「在職50年といっても、政治活動を（現役で）展開している」として衆院事務局からの打診を保留した。
2020年9月15日、立憲民主党と国民民主党の合流新党である新「立憲民主党」結党に参加。同年10月11日、立憲民主党岩手県連の結成大会が開かれ、小沢が代表に就任した。

#### 初の小選挙区落選・比例復活以降

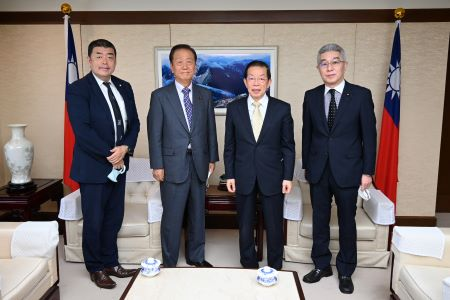
2022年10月6日、台北駐日経済文化代表処駐日代表謝長廷、衆議院議員牧義夫、川島智太郎と

2021年10月31日に行われた第49回衆議院総選挙において小選挙区において自由民主党公認の藤原崇に約9千票の差をつけられて敗北するも、比例東北ブロックで18選を果たす。
中選挙区制から現在の小選挙区比例代表並立制への移行を主導した実質的な張本人であり、かつて「剛腕」や「選挙の神様」と呼ばれるほどの手腕を誇っていた小沢だったが、小選挙区で敗北し比例復活したことは、議員生活初であった。
前年に小沢の後援会会長が亡くなった事も影響したのか、選挙戦序盤から苦戦が報じられ、小沢が初当選以来と言われる初日に異例のお国入りを行うほどであった。また藤原陣営の選対本部長に自由党から出馬して民主党を経て震災後に小沢と袂をわけたかつての側近平野達男が就任しており、また前回藤原が苦戦した一関市対策に送り込まれた秘書が同じく震災後に小沢と袂を分けた黄川田徹の秘書が送り込まれており、かつての側近や忠臣の部下達の離反も大きかった。またかつて小沢が叩き込んだ「川上作戦」の選挙戦術を平野が藤原に叩き込み、かつての側近だけでなく自分の教えた選挙戦術に足を掬われる形となった。
同年11月8日、県全体の衆院選の結果の責任を取るとして、立憲民主党岩手県連の代表を辞任した。11月30日、初代党代表の枝野幸男の辞任に伴う2代目の代表選挙が実施。小沢は1回目の投票、決選投票ともに泉健太に票を投じた。なお、小沢は泉への代表選での支援への条件として党総合選挙対策本部の代表代行など幹部ポストでの処遇を提示していたが、これはなされなかった。12月19日、立憲民主党岩手県連の最高顧問に就任した。
2023年5月15日、立憲民主党代表の泉健太はBSフジの報道番組「プライムニュース」に出演した際、次期衆院選について、日本共産党と日本維新の会とは選挙協力を行わないと明言した。共産党は反発。5月22日、立憲民主党との競合を辞さずに小選挙区での擁立を積極的に進める方針を示した。6月16日、小沢ら立憲民主党の有志は「野党候補の一本化で政権交代を実現する有志の会」を立ち上げ、記者会見し、泉代表に対し軌道修正を求めた。有志の会の発起人は小沢、阿部知子、稲富修二、小川淳也、鎌田さゆり、菊田真紀子、手塚仁雄、原口一博、松木謙公、谷田川元、柚木道義、湯原俊二ら12人。党所属の衆院議員の半数を超える53人が賛同し、「非泉」の動きが表面化した。
同年6月21日、小沢を中心とする国会議員15人ほどの政策グループ「一清会」が発足したことを会長代行の牧義夫が発表した。小沢は会長に就任した。
2023年9月3日に行われた2023年岩手県知事選挙では、かつて「小沢チルドレン」と呼ばれ小沢に近いとされていた達増拓也を支持し、自民・公明党の推す千葉絢子と事実上の一騎打ちとなったが、達増を勝利に導いた。上述のように小選挙区で初の落選を経験し地元での影響力低下を指摘された小沢であるが「どぶ板戦術」や他の野党の応援もあり、一定の面子を保つことに成功したと言える。
2024年の代表選挙では、野田佳彦を支持した。野田政権下の2012年に消費税増税を巡って袂を分かった二人であるが、野田は「恩讐があったかもしれないが、政権取りに向けた執念という意味では、死んでも死にきれないという共通の立場だ」と述べた。同年10月2日、衆院選に向けた党総合選挙対策本部の本部長代行に就任した。

#### 再び小選挙区当選
2024年10月27日に実施された第50回衆議院議員総選挙では、藤原に3万票の大差をつけ、再び小選挙区で勝利。全国の候補者の中では最多の19選を果たした。同日行われた参議院岩手選挙区の補欠選挙でも立憲民主党元職の木戸口英司が勝利した。自民党派閥のパーティー券収入の裏金問題や、秘書給与詐取による広瀬めぐみの辞職といった追い風もあり、前回の雪辱を果たす形となった。
2025年7月31日、国会内で記者会見し、党の参院選総合選挙対策本部の本部長代行を辞任したと明らかにした。同月の参院選で改選議席と同じ22議席にとどまった結果について「受け皿になれなかった立民の敗北だ。自分も責任の一端を担っているが、代表をはじめ執行部に大いに責任がある」と語った。

## 政策・主張

### 日本改造計画・改憲私案
羽田、小沢派を立ち上げた時期に発表した最初の著作である「日本改造計画」では抜本的な経済規制の撤廃を主張し、グランド・キャニオンに柵が無いことを例に上げ、それが自己責任というものであるとして、戦後日本の護送船団方式から転換することを主張した。しかし、新進党党首選ではウルグアイ・ラウンド対策として3兆円の農業補助支出を公約するなど、「大きな政府」的な立場も示した。また、民主党・自由党合併以降は旧社民党議員との融合を進めた。
改憲論者であり、1999年の「日本国憲法改正試案」では独自の改憲案を示していた。一方、2004年に公表した現行憲法の下での国連派遣部隊構想、さらにそれを発展させ2007年10月に公表した国際安全保障政策では、現行憲法との論理的整合性を維持しながら日本の国際安全保障政策（国連中心主義）を主張している。また国連平和維持活動については、自衛隊とは別個の専業組織を設置して参加させるべきであると一貫して主張している。

#### 国会関連・選挙対策
自著「日本改造計画」では、「過半数が賛成している案を、少数のダダっ子がいて、その子をなだめるために、いいなりになってすべてを変えてしまう」のは「少数者の横暴」だと述べている。小沢は「審議を十分に行えば」与党による採決も止むを得ないという立場を取った。一方、野党時代には、与党が議員数の多さを背景に強行採決した場合には徹底抗戦や審議拒否も辞さない戦う野党の姿勢も示した。ただし、この姿勢は審議拒否をたびたび行うことで「充分な審議を放棄した」「与党案の成立を手助けしている」との批判を生むことがあった。
小沢はドブ板選挙を重視しており、自身に近い若手議員に対して「国会に居てもしょうがない」「党政策調査会の会議に出ても有権者には評価されない。地元を回るように」と語ることもあり、国会審議や政策調査研究よりも選挙対策のほうが重要であるとの見解を示している。小沢自身も頻繁に国会を欠席していると指摘されている。
だが前述のように第49回衆議院選挙にてかつて小沢の元にいた側近や忠臣が相手の藤原崇の陣営につき藤原陣営にドブ板選挙戦術をやられて自身初の敗北となった。
2016年1月に安倍内閣の甘利明が届け出の必要のない20万円以下のパーティー券を大量に買わせていた報道を受け辞任した問題について、小沢は「政治資金の流れは1円単位までオープンにすれば、いいのです。どこから献金をもらおうが、どこに使おうが、それを判断するのは国民なのだから、オープンにすればいい。それが私の政治資金規正法の考え方です。収支がはっきり、国民にわかるように透明化することが重要だということです」と述べた。

### 改憲論（創憲論）
「憲法改正試案」では以下のように述べている。その一方、日本国内で展開している護憲運動である「憲法9条にノーベル平和賞を」について、外国からの支援を取り付けるために、2014年9月、韓国でイ・ブヨン元・開かれたウリ党議長に対して受賞実現のための韓国内での署名運動の実施を使嗾している。
憲法無効論
サンフランシスコ講和条約で独立国として承認されたことを契機に、占領下に制定された憲法は無効であると宣言した佐々木惣一や大石義雄と同様に新しい憲法を制定すべきであったと主張している。護憲派学者宮澤俊義の主張に反対し憲法改正論議を支援している。
参議院改革論
衆議院と参議院がほぼ同等の権限をもっており、共に選挙によって選ばれることになっているので必然的に参議院まで政党化し、本来の二院制度の機能分担が停止していることを挙げ、参議院についてはイギリスのような「権力なき貴族院」の導入を志向する。この場合の「貴族院」議員は選挙によって選出されるのではなく、諸分野における業績のある人物に対して一代限りの爵位や栄典を与え、また衆議院議員を一定期間務めた者も終身の貴族院議員とし、彼ら（小沢自身も含む）による大所高所からの議論を期待するという。
憲法裁判所の創設
裁判の進行が遅いことを例に挙げ、訴訟法を改正し、ドイツ・フランス・イタリアなどに導入されている憲法訴訟だけを扱う一審制の裁判所新設を主張する。人選は国会あるいは内閣が指名し、私学助成金記載部分の第89条を改正し、地方分権基本法を制定して、東京一極集中を分散させるとしている。
憲法無効論（自主憲法論）を主張しているため、日本国憲法の改正規定による改憲を主張しているわけではなく、民主党の党是である創憲を主張している。
こうした考えは今でも大筋では変わっていない。2017年にも日本国憲法について「法律論から言えば無効です。民法にも、強制下で結んだ契約は無効だとはっきり書いてある。これは万国共通の考え方だ。」との認識を前提にしたうえで安倍内閣による改憲については「悪い子供が権力をおもちゃに使って改憲の火遊びをしているから日本の前途が不安になる」と評価している。

### 皇室
- 2009年（平成21年）12月12日韓国ソウルの国民大学校での講演で、現在の中国東北部の騎馬民族が朝鮮半島において土着化した後、日本に渡り、大和朝廷を作った」という江上波夫の主張（騎馬民族征服王朝説[注 8]）を紹介し[108]、皇室について、朝鮮半島南部の権力者が海を渡って奈良で政権を樹立したとの説を披露し、「日本の歴史専門家に江上先生という方がおられます。この先生は日本国家の起源について騎馬民族征服説を強く主張された方でもあります。江上先生の説によれば朝鮮半島南部、今の韓国に該当しますが、この地域の権力者が多分海を渡って九州地域に到着し、三重県に定着してから、今の奈良県に入って奈良盆地で政権を樹立しました。これは日本の神話にも出てきますが、まさに神武天皇の東征という初代天皇の話ですが、江上先生はそのような説を主に主張されたんです」「さらに強く話してしまえば私は日本に帰れないかも知れないので、ここではこの程度にしておきます。多分歴史的な事実であろうかと思っています」などと述べ、天皇の訪韓については「韓国民が受け入れて歓迎すれば可能である」と語った[109][110][111]。ただし、日本政府は2009年9月に李明博大統領に天皇訪韓を要請された際に「天皇が政治にかかわる行動はできないと憲法で規定されている」と返答している[111]。
- 2009年、中国共産党の次期総書記に内定していた習近平政治局常務委員（当時）が12月に訪日する際、鳩山政権と中国政府は天皇との会談を前提した。しかし、訪日の詳細な日程が決まらないため、皇室への国事行為の依頼は1か月以上前に行うという慣行（いわゆる「1か月ルール」）に間に合わず、外務省や宮内庁も困窮する事態となった。中国政府は天皇の健康問題もあるためやむなしという方向に傾き、民主党内でも無理筋との雰囲気が大勢を占め始めた中で、12月10日から国会議員だけで143人（総勢600人超）の訪中団を率いて訪中する予定だった小沢は[112]、12月8日になってから、首相であった鳩山に「会見はやらないとだめだ」、「何をやっとるのか」、「ゴチャゴチャやっとらんで早くせい」と電話で伝えたとされる[113][114]。抗弁した羽毛田信吾宮内庁長官に対しては、「公務員の立場で内閣に反対するならば辞表を出してから意見を言うべきである」旨を述べた[115]。この小沢による要請に対しては、宮内庁、与野党、マスコミから「天皇の政治利用」との批判が寄せられた[116]。また、同年同月の天皇誕生日には事前に小沢の邸宅を下調べした右翼が小沢邸に大挙して押し寄せ、年が明けても列を成した街宣車による抗議が続いた[117]。この街宣抗議はすさまじく、夫人が家を出て行くきっかけとなったと言われる。
- 2014年2月11日、建国記念の日にちなみ日韓関係に言及して、天皇が語ったとの根拠で「桓武天皇のお后は朝鮮半島の百済の王女様とのことだ」との発言した。しかし、天皇の発言は「桓武天皇の生母が百済の武寧王の子孫であると続日本紀に記されている」であり、后については語っていない[118]。

### 憲法解釈
憲法9条
「専守防衛」に徹し、憲法前文の平和主義と憲法9条の第1項と第2項は保持。第9.5条として平和のための国際協力と国連待機軍の設置を付加。自衛隊は国防に専念させる。なお、自衛権は、個別的であれ集団的であれ、我が国が急迫不正の侵害を受けた場合に限って行使。急迫不正の定義は明確にしない。
自衛隊の海外派遣
小沢は国際治安支援部隊に対しては容認しており、ダルフール紛争への部隊の参加、国際治安支援部隊（ISAF）への参加など国連中心主義（憲法は国連より下位に位置）を強調した。ただし、その際の武器の使用基準見直しについては明言していなかった。なお政府は、ISAF本体への護衛参加については、合憲であるとの見解をまとめている。
集団的自衛権と集団安全保障
イラク戦争型 （集団的自衛権の行使）‐ 他国が自衛権を発動して開始した戦争に参戦する有志連合国軍（OEF）への参加は憲法違反だとし、テロ対策特別措置法の延長にも反対した。
横田喜三郎の憲法解釈 と積極的・能動的平和主義の観点 から湾岸戦争型多国籍軍（集団安全保障に基づく武力行使）、国連が承認した国連軍の参加には賛成。
天皇
1999年当時の論文 において、天皇を国家元首として明記すべきとの主張 に対し、現憲法の文章のままでも「国家元首が天皇であることは疑うべくもない」「天皇は国家元首と位置づけられている」と述べている。
天皇特例会見問題について、2009年12月14日の記者会見で記者の質問に対し「君も少し憲法をもう一度読み直しなさい、天皇陛下の国事行為・行動は国民の代表である内閣・政府の助言と承認で行う事なんですよ」という表現を行った が、15日に共産党の志位和夫委員長から記者団に対し「憲法で定める天皇の国事行為の中に、外国の要人と会う事は含まれていません。小沢さんこそ憲法をよく読むべきだ」と反論される。

### 脱官僚支配
小沢自由党においては、2003年に国民主導政治確立基本法案を提出した。その第4条では「行政機関の職員は、他の法令に別段の定めがある場合を除き、国会議員等と面会し、政党における会議その他国会議員等が出席する会議に出席し、その他国会議員等に接触する行為をしてはならない。」と定められ、国会における法案審議への官僚の関与を禁止するものである。さらに同年には、内閣法制局廃止法案を提出した。内閣法制局について「憲法解釈を確立する権限はない。その任にあるのは内閣だ」としている。
民主党政権においては、2009年に次期通常国会で国会法の改正を行い、内閣法制局長官の国会答弁を認めないものとするとしている。朝日新聞などからは「官僚批判の名を借りて、憲法の解釈を変えてしまおうという思惑では」「法の番人」封じではないかとの危惧がなされている。

### 外交・防衛政策
基本姿勢
世界各国、特に中国、韓国をはじめアジア諸国と平和で自由で開かれた信頼関係の実現を主張した。具体的には、アジア外交の強化、貿易・投資の自由化、政府開発援助（ODA）の抜本的見直し等。2009年（平成21年）2月24日には「米国もこの時代に前線に部隊を置いておく意味はあまりない。軍事戦略的に米国の極東におけるプレゼンスは第7艦隊で十分だ…あとは日本が自らの安全保障と極東での役割をしっかり担っていくことで話がつくと思う…米国に唯々諾々と従うのではなく、私たちもきちんとした世界戦略を持ち、少なくとも日本に関係する事柄についてはもっと役割を分担すべきだ。そうすれば米国の役割は減る」と述べた。
2009年12月、国会会期中に国会議員143名を含む民主党員ら639名を引率し、いわゆる小沢訪中団として訪中した。
沖縄米軍
2010年（平成22年）9月3日、沖縄について「海兵隊の実戦部隊はいらない」と発言し、防衛省のみならず民主党内からも、台湾や朝鮮半島有事に対応できない、「（日米合意の見直しと）疑念を持たれる可能性がある」と批判された。
A級戦犯、BC級戦犯、靖国神社
1986年4月2日の国会答弁では「誰もが自然の気持ちで行くべきであると思う。私もそのような自分の気持ちが沸いてきた時今までも参拝してきたしするつもりである」、「国務大臣であろうがなかろうが今後も行きたい」、「A級であろうがB級であろうがC級であろうがそういう問題ではない」、「たまたま敗戦によって戦勝国から戦犯とされた人もいる」などの発言があった。
また、2008年2月21日の朝鮮日報からのインタビューでは、「靖国神社問題は日本側が大きな間違いをしている。民主党が政権を取ったら、戦争責任者を靖国神社から分祀し、韓国と中国に強力な信頼関係を築く」と述べた。
2010年9月8日の国会内での記者会見で、靖国神社のあり方について「Ａ級戦犯の方は戦争で亡くなったわけでなく神社本来の趣旨と違う。本来のものにかえす方向で努力したい」とＡ級戦犯の分祀を主張。そのうえで「神社が本来の姿にかえれば、首相であろうが誰であろうが参拝しても批判される理由はない」としている。
核武装
日本には数千発の核兵器を製造する能力がある（2002年）ものの、軍事的、政治的にも何のプラスにもならない。議論もしてはいけない（2006年）。党内には、核保有を認める意見や核武装を議論すべきとの意見があった。
周辺事態法について
2006年10月に北朝鮮が核実験を行った後の朝鮮半島情勢は「周辺事態法」を適用できるかどうかを巡り、「周辺事態法は適用できない」とする小沢らトロイカ体制の見解を発表した。しかし、これに対して前原誠司を始めとする党内から「周辺事態法は適用できる」とする意見表明が行われ、また民主党の外交・防衛部門は、「小沢代表らトロイカ体制の見解は民主党の公式見解ではない」と発表し、安全保障政策をめぐる民主党内の対立・不一致が表面化した。
北朝鮮拉致について
「拉致問題は北朝鮮に何を言っても解決しない。カネをいっぱい持っていき、『何人かください』って言うしかないだろ」と述べたと報道された。
領土問題
「われわれが与党になったら領土問題にケリをつける」「例えば、尖閣諸島は歴史的に見ても日本の固有の領土だ。それを明確にさせる。自公政権のように弥縫策で先送りすることはしない」と述べ、領土問題の速やかな解決を宣言している。また、2008年7月15日には、 記者会見で学習指導要領の竹島問題について問われ、「教科書云々の前に日韓の考え方の差を埋めるために、しっかり話し合いをすべきだ。話し合いを避けて教科書に載せる載せないの類は順序が違う。事実上韓国が実力支配しているわけですから、それを放置しておいて俺の領土だと言ってもどうしようもないでしょう」と日本政府を批判した。
チベットと中華人民共和国
2008年のチベット騒乱の後、2008年4月17日の講演で、チベット問題について「中国の政権が抱える矛盾が民族問題を契機として持ち上がった。共産主義独裁の政権と政治の自由は、原理からいって成り立たない」と発言し、「共産党政権が時代の変化に応じて生き延びようとするなら、自分自身が変化しなければいけない」と中国を批判した。
防衛庁の省への昇格
防衛庁の「省」昇格に対し、自由党時代から防衛庁の省への昇格を主張していた小沢は「国防の任に当たる省庁が内閣府の一外局でしかない状態は良いことではない」と述べた。ただし、民主党内に反対の声があったため衆議院安全保障委員会での防衛「省」昇格関連法案の審議は欠席した。

### 法務
憲法改正（憲法96条）の為の国民投票法案
与党提出の法案に反対した。その後民主党案との修正協議を経て修正与党案が成立した。なお社民・共産は法案そのものに反対した。
司法
自身の長年にわたる政治資金規正法違反事件（後述）を扱っている検察審査会について、「素人が判断できるようなことなのか」と、制度改変を迫る姿勢を示している。
民法
選択的夫婦別姓制度導入について、福島瑞穂の質問に対し、「基本的に賛成である」と述べた。一方、2014年の朝日新聞による調査では、「どちらとも言えない」としていた が、2017年の同調査では、「どちらかといえば賛成」としている。

### 選挙制度
小選挙区制
永住外国人の地方参政権
旧植民地政策により日本に移住、戦後そのまま在住した永住外国人・その家族が日本国籍を獲得しにくい場合でも、その歴史的事情を勘案し、また地域の住民との連帯感を醸成するために地方参政権を与えるべきと主張している。外国人参政権の獲得を目的に在日本大韓民国民団から支援の言葉を貰い、小沢もそれに謝意を表明し「帰化した韓国系」の投票を期待しているとの発言をしている。

### 経済、財政政策
『日本改造計画』で小さな政府路線を標榜し90年代以降の新自由主義的な構造改革の先駆け。しかし民主党代表となってからはその路線を急転させ、「行き過ぎた市場主義」の修正と「国民の生活が第一」というスローガンを前面に打ち出した。
2010年の民主党代表選挙を控えた9月1日には、国有財産を資産担保証券化すれば日本はまだまだ200兆円ぐらいの国債を発行できると主張し、同日夜のNHK ニュースウオッチ9に出演した際には、MCの大越健介のインタビューに「200兆円の資産担保証券では毎年数兆円の金利収入が国庫に入ってくるっちゅう試算もある」との踏み込んだ発言を行った。しかし、それはデフォルトとなった場合に国有財産が差し押えられることを意味する上に、資産を担保にしても金利は証券を発行した側（実質的に政府）が支払うことに変わりはなく、小沢が何を意味して言ったものか理解困難だったためマスコミには総じて無視された（海江田万里が小沢案を支持しており、元々が海江田のアドバイスとも言われている）。

#### 税制と社会保障
『日本改造計画』では消費税の10%への引き上げと所得税の半減が持論で、細川内閣でも国民福祉税構想をぶち上げたが、新進党時代の後半からは消費税論議を封印した。
小沢自由党においては税制改革基本法案を提出し、社会保険料は現行水準以下に抑え、消費税は全額を基礎的社会保障の財源に充てるとしていた。国民生活充実基本法案においては、所得控除を廃止する代わりに子育て支援政策を行い、親と同居している世帯に対して「親手当」、子供がいる世帯に対して「子ども手当」を交付するとしていた。
民主党政権においては、年金の特定財源化を行い、すべての年金を一元化する。1人月額6万円を支給する最低保障年金と従来の社会保険料方式を維持した所得比例年金の2階建て。消費税は5%に維持するが、その税収はすべて全額を福祉目的化し、基礎年金に割り当てる。しかし、消費税5%分（約13兆円）だけでは年金の基礎部分を賄えないため、必要な財源は既存予算から捻出するように努力する。13兆円では、国民の半数にしか年金が支給できないとの批判があったが、「給付する人を低所得者に限るため、13兆円で足りる」と反論した。
暫定税率
民主党による政権交代前は道路特定財源の一般財源化を行い、揮発油税（ガソリン税）の暫定税率を廃止すると主張していた。2008年3月28日にはこれに関して「暫定税率を延長する必要はなく、国民生活のために還元をしたほうが良い」と主張した。廃止に伴う地方財政への影響に関しては、道路特定財源の内で地方へ行くと予定されているのは9000億円であるが、そのうち市町村分の3000億円には手当てが必要であるとの見解を示し、その手当てを一般会計・特別会計の余剰金の利用や無駄の削減で市町村分へ配分することは可能だとした。
しかし、政権交代後の2009年には、党に寄せられた陳情を踏まえ、政府の2010年度予算への反映を求める「重点要望」の中で衆院選マニフェストで廃止を掲げたガソリン税などの暫定税率は「維持する」と転換し、菅政権以降、社会保障・税一体改革などでマニフェスト遵守を訴える姿勢と矛盾しているとの批判を受けることもある。

#### 貿易・通商
徹底した自由貿易論者であり、「北東アジアから東南アジア、最終的には全世界まで広げたフリートレード（自由貿易）を実現する」ことが夢であると明言している。
環太平洋戦略的経済連携協定(TPP)
環太平洋戦略的経済連携協定については、慎重な姿勢をとっている。記者会見にて「自由貿易には賛成だが、弱い産業部門は突然、『関税撤廃だ、自由競争だ』となったら成り立たなくなる。国民生活を守る対策が取られないうちにやるのは早計だ」 と発言し、拙速な参加に懸念を表明している。また、環太平洋戦略的経済連携協定の適用分野が広範囲に及ぶことに言及し「TPP（に参加した場合の影響）は農林水産業の話だけではない。むしろ（米国などの）メーンの狙いは他の分野にある」 と指摘するなど、農林水産業以外にも影響が及ぶとしている。2011年（平成23年）10月20日には、民主党の執行部役員である三井辨雄・鈴木克昌らに対して、環太平洋戦略的経済連携協定への参加交渉について慎重な対応をとるよう要請した。野田佳彦が環太平洋戦略的経済連携協定の交渉参加を表明した際には、「国内の体制がきちんと整備できるのか」「対等な交渉をして国民の利益を守れるのだろうか」 などの疑問を口にしている。
2011年10月、『朝日新聞』が「小沢氏、TPPに前向き」 との見出しを掲げるなど、一部報道機関にて小沢が環太平洋戦略的経済連携協定に積極的だと報じられた際には、小沢事務所側がTwitterにて「一部紙面等で『TPPについて「小沢氏前向き」』と報じられておりますが、それは誤りです」 と投稿し、一連の報道を否定する一幕もあった。

### 行政改革
地方分権
小沢自由党においては、地方自治確立基本法案を国会に提出した。これは中央集権体制から地方主権体制への移行を主張し、市町村の300程度への集約による地方分権を提言している。中央政府の権限は外交、防衛、基礎的社会保障といった国の根幹に関わる分野に限定するとしている。個別補助金は廃止し、自主財源として一括交付し財源・権限を地方に移譲するとしている。
公務員改革
幹部職員の内閣一元管理し、公務員に対しては、スト権の付与と守秘義務違反の軽減と政官接触を自由化するとし、特殊法人、独立行政法人、特別会計の見直しを主張している。

### 労働・移民政策
管理職は自由競争だが、非管理職は終身雇用にする。労働法は長期安定雇用を基本とするべき。挫折した経営者・労働者の再起、再就職の支援制度を拡充する。
自民党と財界一部に「移民受け入れ」を検討する動きがある事を受け、「まったくダメだ。現在でも『奴隷労働』と言われる非正規労働者の問題が深刻なのに。発展途上国から単純労働者を受け入れることは、一種の奴隷制度ではないか。治安問題を心配する声もあるが、それ以前に、そういう形での移民受け入れは人間の尊厳に対する冒涜であり、人道的にとても認められない。」と述べ、与党の移民政策を批判した。

### 原発・エネルギー政策
民主党代表在任時
小沢が2006年に民主党代表に就任した後、原子力発電を「過渡的エネルギー」と結党以来から位置づけていた同党のエネルギー政策が転換し、恒久的エネルギーとして原発を積極的に推進するという見解に修正された。
福島第一原子力発電所事故に関して
福島第一原子力発電所事故発生後の2011年4月30日夜、十数人の国会議員と港区赤坂の南欧料理店で会食した際、「福島第一原発は安定していない。爆発しないようにしているだけで放射線を垂れ流している。根本的な対策を取らなければ大変なことになる。決死隊を送り込んで完全に抑え込まなければならない。政治が決断することだ」との持論を述べた。その一方で同年5月6日午前には外房の漁業の風評被害解消を目的として、側近議員と一緒に千葉県いすみ市沖でアジやイサキを釣り、それを刺身にして食べて魚の安全をアピールした。
民主党離党後
2012年7月の「国民の生活が第一」結党の際には、脱原発を政策の柱として掲げ、10年後をめどに原発の全廃を目指すとした。

### 教育政策
小沢自由党では「人づくり基本法案」を提出し、教育基本法に追加となる形の教育法を提案した。
民主党では、与党案とは異なる独自の「教育基本法」の制定。教育予算は先進国中低位の現状を是正し引き上げる。5歳から高校まで義務教育を広げる。すべての国民に高等教育の機会を与えるため、奨学金制度を拡充する。教師などの教育職員は国家公務員として身分を安定させ、争議権を認めない。

### 農業政策
基本的に自由貿易推進の立場でありFTA（自由貿易協定）推進。わが国の安全保障を確保するためには現在39% に低下している食料自給率を他の先進国並みに高める。農家、農村の活力を再生するために、穀物などの主要農産物について戸別所得補償制度を導入する。トレーサビリティ制度の拡充と加工食品の原材料も含めた原産地表示の義務づけを行い、食の安全を確保する。

### 他党、支持母体との関係
選挙協力
思想的には保守であるが、自公政権打倒のためには共産党を含めた全野党による選挙協力も辞さないことを表明した。社会党の社公民路線以来、「非自民・非共産」として、共産外しが常態となっていた野党第1党の代表としては異例の見解であった。そのため、自公からはもちろん、党内の反共主義者からの批判が見られた。共産党は現時点では「市場主義重視」の民主党の「第三の道」路線に対して自公共々批判的であるため、実現しなかった。平野貞夫は「小沢さんは、統一教会のことを嫌いでした。元々、勝共連合の名誉会長だった笹川良一さんのことが嫌いでしたから。というのも、笹川さんは福田派清和会や中曽根派のほうについていて、田中派とは対立するポジションにいました。田中派はあえていえば創価学会と関係がよく、そもそもこの一件があった新進党は、公明党も入っていましたから。そうした流れで、小沢さんのいた田中派や、新進党は統一教会とは一線を画していたということです。」 と述べている。
大連立
2007年末に取り沙汰された大連立騒動（大連立構想 (日本 2007)）では、民主党が政権を取る為には、自民党と連立し、連立政権の中で民主党のマニフェストを実現して、実績と政権担当能力を示す必要があると主張した。大連立構想が立ち消えになった後は自民党との対決姿勢を強め、選挙による政権交代を目指している。

### 小沢が導入したシステム
小沢が導入したシステム（法案等）。
小選挙区制
本人曰く、政権交代可能な二大政党制を実現するために導入した。
しかし、第49回衆議院議員総選挙では皮肉にも自身が小選挙区で敗北し辛うじて比例復活する事態になった。
党首討論
自由民主党幹事長時代に尽力。法案を通した。
記者クラブ制度の撤廃
一般記者会見をフリージャーナリストにも開放し、上杉隆らが自由に取材している。
このほか、政治倫理審査会も「自分が作った」と述べているとされる。

## 人物

### 人物評
結党に関与した政党が解党や分裂することが多く、「壊し屋」と評されている。2012年の第46回衆議院議員総選挙直前に嘉田由紀子を党首に擁立して急きょ立ち上げた日本未来の党が内輪揉めにより、わずか1か月で 「生活の党」に衣替した件が、5回目であると報道された。
梶山静六とは竹下登を担いだ仲で盟友でもあったが後に対立（一六戦争）。ただ小沢一郎本人は「私と竹下登さんの争い」と言っている。新党の結成と純化を繰り返す小沢を梶山は「非情な政治家」と突き返した。池上彰によると、説明する努力に欠け、側近が離れる一因であるとも指摘されているという。渡部恒三は「小沢君の周りからいつも人が離れていくのは人間性のせいだ。小沢君が「五＋五＝七だ」と言った時、「いいえ、五＋五＝十ですよ」と言い返す相手とは付き合わなくなる。ずけずけ言い返したりコントロールできるのは僕だけだった。新しい党を作る時は小沢君が必要だ。しかし党が出来ていれば小沢君は邪魔になる。その繰り返しだ」と評している。小沢から離反した者として、羽田孜・杉山憲夫・熊谷弘・船田元・岡田克也・二階俊博・野田毅・扇千景・小池百合子・石破茂・西川太一郎・高橋嘉信・渡辺秀央・大江康弘・西村眞悟・藤井裕久・中塚一宏・階猛・黄川田徹・平野達男らが挙げられる。
田中秀征は、小沢一郎の口の堅さを評価していた。細川内閣の組閣名簿発表前にNHKの記者が来て、「社会党の6人の名前以外の閣僚の名前を一人でいいから教えてくれ」と頼まれる。大蔵大臣になる予定の藤井裕久が大蔵委員会の仲間で親しかった田中に、「暇になったから、昔の大蔵委員会の仲間で集まろう」と言いに来て、「この人、大蔵大臣になること知らないんだ」と驚き、小沢一郎の側近だった山口敏夫が、「松永信雄の外務大臣は絶対ダメだ」と羽田孜が就任するのを知らずに言いに来た。
谷垣禎一は2022年に産経新聞の取材にて「（2022年時点における）野党の今の離合集散の動きの中に、いまだに常に小沢さんがいること自体、小沢一郎という人のすごさだと思います。けれども、野党がなかなかまとまらずにいるのを見ていると、小沢さんのやってきたことは何になっているのだろうという疑問もわいてきます。」 と述べている。
野坂浩賢は「わしらとは時代が違う。一方的で話もできん」と語った。
小沢と協力関係にあるものの、生活の党に加わらなかった（離党した）者として、河村たかし（減税日本代表、未来の党には参加）、山田正彦（みどりの風に所属、同党解党後無所属）、外山斎（河野談話撤回を主張するなど、生活の党内最右派。2012年の衆院選で鞍替え出馬するも落選）、三宅雪子（現在無所属）等がいる。

### 渡部恒三との関係
自民党、経世会時代の小沢一郎は渡部恒三の盟友として知られた。誕生日が同じなため、初当選以来、毎年合同で誕生会を開催することが恒例であった。自民党を離党後も行動を共にするが、新進党時代に決別した。民主党時代も同僚となった渡部に対して対立姿勢を鮮明にした。

### 選挙
師である田中角栄が提唱した川上戦術の継承者であり、長らくこれを実践していることで知られる。一方で、2024年東京都知事選挙において、現職の小池百合子が最初の演説を八丈島で行ったことについては、X（旧Twitter）において、「選挙ではなく、もはや観光」と批判しており、現在では否定的な立場を取っている。

### 健康
初当選直後に甲状腺癌を患ったことを明らかにしているが、手術で完治した。しかし竹下派会長代行として海部政権の実質的な実力者であった1991年夏に心臓病で入院して以来、心臓を巡る健康不安が絶えない。当時病名は狭心症と発表されたが、入院期間が42日にも及んだことから心筋梗塞だったのではという憶測もある。その後は健康管理のため、早朝に30分ほどの散歩をすることを日課とし、好んでいた煙草は一切やめ、アルコールは日本酒を3合までに控え、昼食後約2時間の休息を欠かさない。ただ、こうした制限が政治活動に影響を及ぼすこともあり、批判や憶測を呼ぶこともあった。2008年10月6日から13日まで風邪で入院、同月23日に予定されていたインドのシン首相との会談を含む党役員会などの公務も体調不良ということでキャンセルし、シン首相との会談は鳩山幹事長が代理を務めた。第171回国会（会期2009年1月5日 - 6月3日）では、2月末までに11回開かれた衆院本会議のうち4回欠席している。

### 信条
田中角栄を「オヤジ」として慕い、政治のイロハと人生の薫陶を受けたと語る。それは「どぶ板」とも言われる、人口密度の低い農村部から始め有権者の家を一戸一戸回っていく地道な選挙活動を決して怠らない事をオヤジから学んだという。歴史上の人物では、福澤諭吉を日本文明の祖として尊敬し、勝海舟や坂本龍馬にも一定の理解を寄せ、西郷隆盛を尊敬するものの、政治家・人物としては大久保利通を目指していると述べた。戦前歴代内閣総理大臣で尊敬する人物は原敬である。また、司馬遼太郎の小説を愛読している。漫画では弘兼憲史『加治隆介の議』やジョージ秋山『浮浪雲』のファンで、特に『浮浪雲』では「選・小沢一郎あちきの浮浪（はぐれ）雲傑作十選」という本も出版されている。

### 自民党離党
小沢一郎が自民党を離党した際には、「談合政治」と言われる旧来型政治の打破と、イギリスやアメリカのような二大政党制を創りたいという明確なビジョンがあったという。小選挙区制を導入すれば同じ選挙区から自民党と社会党の政治家が選ばれるということが無くなるためであった。小沢は、自ら進んで自民党を離党したのでは無く、既得権益を持った一部の議員に追い出されたのだと述べている。当時の自民党竹下派では、国際貢献や小選挙区制度を巡り激しい対立があり、そうした政策対立ともからんだ竹下派の跡目争いで小沢・羽田グループが小渕恵三らに破れたことが、小沢の離党の背景にある。もっとも小沢自身は1993年の宮澤内閣不信任案に賛成票を投じた後も離党する気はなく、党内改革を行うつもりであったが、不信任案には反対した武村らが率先して離党したことが引き金となった。

### 宗教観・文明観
自民党幹事長時代、与野党逆転国会を乗り切るために公明党と協力関係を築いた。細川連立政権でも市川雄一と一・一ラインを敷き、政権運営の主導権を握ろうとした。しかし新進党時代は党に参加していた公明と対立し同党解党の原因の一つとなった。
2009年の民主党政権誕生後は、公明党・創価学会との連携を窺わせる言動をしばしばとっている。2010年（平成22年）2月26日に小沢が輿石東参議院議員会長と共に創価学会幹部と会談したことが報じられたが、3月3日の記者会見でそれを否定した。しかし、学会に対するスタンスは菅直人や仙谷由人のような創価学会批判派の急先鋒とは一線を画している。
2009年11月10日、姫井由美子らをともなって高野山・金剛峰寺を訪問し、当時の全日本仏教会会長で高野山真言宗の松長有慶管長と会談した際、キリスト教とイスラム教が共に排他的であると断じ、「（排他的な）キリスト教を背景とした文明は、欧米社会の行き詰まっている姿そのもの」と批判すると同時に、「仏教はあらゆるものを受け入れ、みんな仏になれるという、非常に心の広い度量の大きい宗教・哲学」だと述べた。
この発言に対し、日本キリスト教連合会（山北宣久委員長）は翌11月11日、発言の撤回を求めて小沢宛の抗議文を民主党本部に送付した。小沢は11月16日の記者会見で「宗教論と文明論を言った」「（仏教は他の宗教と）基本的な考え方が違うということを言っている」と説明した。
2010年8月、小沢は都内での公演で、アメリカ人がオバマ大統領を選出したことを賞賛する発言をしたが、その一方で、「米国人は単細胞」と述べた。この件は前述したキリスト教についての差別発言とともに、アメリカで報道された。

### 囲碁
囲碁の腕前はアマ六段で、政界最強とも評されている。依田紀基の指導を受けているとされる。
政界には、小沢より高段のアマ七段をもつ与謝野馨がいる。与謝野もまた、数年前まで小沢に碁の指導をしていた（かたちを変えた師弟関係）。
小沢は、囲碁普及を目的として日本棋院週刊碁特別企画のイベントでたびたび公開対局をしている。そのイベントで2007年10月28日、ANAインターコンチネンタルホテル東京・囲碁サロン「Ranca」にて、与謝野馨と対決した。互先コミ6目半、師与謝野が黒を握り、2時間半の激戦の末、小沢が勝負を制した。また、12月29日、同所で開催された同イベントで作家の渡辺淳一と対決し、小差ながらも勝利した。
プロとも何度も対局している。民主党政権奪取前は小川誠子、依田紀基ら多数。
- 2009年11月24日、フジテレビのイベント「お台場オトナPARK2009 - お台場碁番街」 - 台湾出身の女流本因坊、謝依旻（当時20歳）- 3子置き[注 13] - 小沢敗北 [注 14]
- 2009年12月12日、韓国 - 韓国囲碁界のタイトル王・曺薫鉉九段 - 4子置き - 小沢勝利
- 2010年1月10日 民主党青年局主催「成人の日イベント」 - 名人井山裕太（奇しくも20歳の成人） - 3子置き - ジゴ（ドロー）[191]
- 2014年1月16日 ニコニコ動画のイベント「ニコファーレ - 第1回囲碁電王戦」 - コンピュータ囲碁ソフト・Zen - 小沢敗北

### インターネット
ニコニコ動画
ニコニコ動画などのインターネットメディアについては、好意的な発言を行っている。新聞やテレビなど既存のメディアは編集して報道する点を指摘したうえで、インターネットメディアなら生の声が国民に伝わりやすいと評価している。
2007年（平成19年）7月、第21回参議院議員通常選挙の直前にニコニコ動画へ出演し、話題となった。その後も2008年（平成20年）11月や2009年（平成21年）元旦に「1万人ネット会見」を行った。また、2008年9月から公式動画コーナー「小沢一郎チャンネル」を開設した。2010年9月には、民主党代表選挙への立候補に際して、ニコニコ動画の番組に出演した。
Twitter
Twitterには興味を示すものの、操作が難しいことを理由にしばらくはアカウントを開設していなかった。ただ、Twitterでは小沢を名乗るアカウントが後を絶たず、上杉隆らの取材により成りすましアカウントであることが明らかになっている。ニコニコ動画の番組に出演した際、上杉から成りすましが横行していると知らされ、小沢本人が苦笑する場面もあった。しかしその数日後、成りすましアカウントのツイートを真に受けたTBSが小沢がTwitterを始めたと誤報してしまい、直後に謝罪する騒動も発生した。小沢に成りすましたアカウントの中には、9000人以上のフォロワーを集めるアカウントまで出現している。
また、ニコニコ動画の番組内にて、小沢は事務所スタッフにツイッターの操作を習得させることを示唆していた。2010年9月10日、Twitterに小沢一郎事務所の公式アカウントが開設された。ただし、小沢個人としてのアカウントではなく、あくまで事務所のアカウントのため、小沢本人ではなく事務所のスタッフのツイートが投稿されている。同日のツイートでは「現在、小沢一郎『本人』は公式Twitterアカウントを取得しておりません。なりすましにご注意ください」 と呼びかけている。

### 西田敏行
西田敏行はNHK大河ドラマ・八代将軍吉宗（1995年、NHK）で徳川吉宗を演じるときに参考にしたのは当時新進党の議員だった小沢で「ぜいたくに対して税の引き締めをした吉宗と小沢さんの政策意図、政治に対する発言や新進党を作るプロセスが、権謀術数に長けていた２人の生きたさまと重なりました。吉宗は、風貌も小沢さんみたいだったのでは、と思っていたんです。肖像画が残っているのはショボショボになっちゃったおじいちゃんでしたけれど、若いときはお相撲さんと見まがわれるくらいでしたからね。がっちりした小沢さんのイメージと重なったのかもしれません。」 と述べている。

## テレビ出演
- 日経スペシャル カンブリア宮殿（テレビ東京）
  - 「小沢一郎が語る、"新・日本改造計画"とは」（2006年7月31日）- 出演時、民主党代表[199]。
  - 「村上龍 × 小沢一郎 ～ニュースが伝えない小沢一郎～」（2010年1月4日）- 出演時、民主党幹事長[200]。

### バラエティ番組
- ソレダメ!〜あなたの常識は非常識!?〜（テレビ東京）の2017年7月5日放送分に出演しバラエティ番組初出演となった[201]。

### 報道番組
- 情熱報道ライブ「ニューズ・オプエド®」（NOBORDER NEWS TOKYO）

## エピソード

### 田中角栄
- 田中角栄の長男である正法（1947年、5歳で死亡）と小沢が同じ1942年生まれであったため、田中は小沢を息子のように可愛がったとされた。それに対して小沢も角栄を慕い、田中派から独立した経世会に所属した国会議員で唯一、田中の裁判をすべて欠かさず傍聴した。同時に角栄の娘、田中眞紀子との関係もよく（眞紀子も小沢を兄のような存在だと認識している）、旧竹下派の中では唯一田中家から許されているため、命日には田中家を訪問した。そのため親交が深く眞紀子の自民党離党、民主党会派入りに小沢は尽力した。また、「政治の父は田中角栄」と公言した。
- かつて田中角栄の懐刀だった小沢と福田の因縁の戦いは、「第二の角福戦争」と呼ばれた。しかし当人たちにはそのつもりが全く無く、福田を舌鋒鋭く批判する角栄の娘の田中眞紀子元外相の方が注目され、これが真の「第二の角福戦争」であるという見方もあった。

### 愛犬
- 2006年4月の衆議院千葉7区補欠選挙で党の広告に柴犬の「もも」を起用。「もも」は小沢や候補者たちの応援に出向き話題をさらった。小沢によれば当時の小沢の飼い犬であった柴犬「ちび」と似ているという。2007年10月、「ちび」を失った小沢は涙を流し号泣した。2008年、新たに柴犬の子犬2匹を飼い始め、毛並みの色から「クロ」、「チャイ」と名付けた[202]。

### 韓国をめぐるエピソード
- 1999年（平成11年）4月に韓国を訪問した際、同月18日に日本の党幹部・閣僚クラスの政治家としては初めて（当時）となる、ソウルにある金九[203]・尹奉吉・李奉昌・白貞基といった、抗日テロリストの墓地を参拝した。この事に関して、東亜日報は「新しい韓日関係のため韓国に近づこうとする努力の一環として評価している」と報じ、文化日報は「極右保守的なカラーを薄めるための高度の計算だとの指摘もある」と述べた。
- 日本の政治家として初めて韓国人秘書を正式に受け入れた[204]。2000年に登用された韓国人女性である金淑賢は国際担当秘書を務めており、海外の要人との会談時には通訳をしていた[204]。また、金は日本の政界に従事するという関係から、駐日韓国大使館とも随時政局などについて情報交換を行っていた[204]。この韓国人秘書は2007年7月に韓国政府の女性部主催の「世界韓民族女性ネットワーク」に日本側代表として参加している[205]。この団体は、欧米各国で慰安婦に関する日本政府への抗議デモや集会を700回以上行っている[206]。なおこの女性は小沢の秘書を務める傍ら東京大学の博士号を取得し、2008年（平成20年）5月に秘書を離職した後は大学院の教員に就任している[207]。
- 小沢は、韓国人の一部が領有権を主張し、韓国資本に土地が買収されている問題が発生している対馬について、前連合会長の笹森清に「どう思うか?」との質問をし、笹森が「私は対馬のことを心配している。ウォン経済に買い占められそうだ」と答えると、小沢は「今は絶好のチャンスだ。円高だから（韓国領の）済州島を買っちまえ」と山田正彦衆議院議員のパーティーで行ったあいさつで語ったことが報道機関によって伝えられた[208]、小沢自身はこの発言の存在を否定している[209]。
- 2012年8月30日、韓国の『東亜日報』は、小沢が2009年12月に民主党代表として訪韓した際、李明博大統領に「私が総理大臣になれば竹島の領有権を放棄する。ただし、島根県漁民の漁業権を保証して欲しい。」と非公式に述べたとされ、大統領は関心を示さなかったと会談に加わった韓国側の外交筋が2012年8月末明らかにしたと報じた[210][211]。小沢は「私は記者会見などで尖閣諸島と竹島はわが国固有の領土であるということを何度も申し上げている」として、報道内容を否定した[212]。また8月31日、朝日新聞デジタルは韓国大統領府が「東亜日報の報道は誤りで事実無根。大統領府として確認した。」と国民の生活が第一の東祥三幹事長に連絡したと報じた[213]。

### 米国、中国などの国際交流
- 小沢は、日米、日中の交流が世界の平和と安定に不可欠と考えて、政治家としての公的な仕事とは別に自分のライフワークとして草の根レベルの国際交流活動を続けた。米国とは1990年に「ジョン万次郎の会」を立ち上げ、1992年に財団法人ジョン万次郎ホイットフールド記念国際草の根交流センターを設立した。2001年、日本に関心の高いシカゴ市の特定中学校の生徒を毎年20人程度日本に招待した。中国とは、1986年に第1回長城計画が中華全国青年連合会の協力を得て開催され、青年指導者、大学生を毎年数十名招待した。国際交流活動は、実施団体とともに小沢事務所が担当したため、複数の外国人の大学院留学生が事務所で働いていた。
- 2021年7月1日の中国共産党の結党100周年記念に対し、祝電を送った[214]。
- 一方、2022年2月20日には東京都内で開いた自身の政治塾で講演しロシアが軍事的圧力を強めるウクライナ情勢をめぐり、状況改善を求めて採択された国会決議に、ロシアの国名が明記されていないのは不十分だと指摘した。同様に、中国政府を念頭に新疆ウイグル自治区や香港などの人権問題に懸念を示す内容で採択された国会決議にも言及。「（それぞれが）ロシアと中国への非難決議なんだなという推測はできるが、ひとことも（国や政府の名前が）書いていない」と述べ、「間が抜けた決議だ。僕は（採択の本会議に）出席しなかった」と明かし、あいまいな内容を批判した。中国への決議に関しては「（決議文に）中国と入れると、ますます関係が悪くなるんじゃないかという話。それ以外に考えられない。当然（中国と）入れないといけない」とも、指摘した[215]。

### 語録
- 「私の亡父も票田こそ残してくれたが、遺産はなかった」1983年（昭和58年）1月20日産経新聞[216]
- 「公約は膏薬（こうやく）。張り替えれば効き目がでる」[217]。
- 「記者会見は"公共の"サービス」[218]。
- 「給油活動延長の法案は、憲法違反」（2008年、同法案の衆院再議決を欠席したことについて）」[219]。
- 「日本がもたもたして在日韓国人の地方参政権を認めないのは遺憾だ」（2008年、韓国の李明博大統領との会談で）[220]
- 「私は、日米同盟がなによりも大事であるということをずーっと以前から、最初から唱えてきたひとりでありますと。」 （2009年2月17日クリントン国務長官との会談後のインタビューで）[221]。
- 「政治の細かいことを知る必要はない。自分たちの1票で政権を代えることができる。それだけを分かってもらえたらいい」（2008年10月19日 インターネットのテレビ番組にて）[222]
- 「僕は選挙担当だから。選挙以外のことは駄目」[223]。
- 「担ぐミコシは軽くてパーがいい。担ぎ手の思うがままに動く」
  - よく小沢の発言とされているが、首相時代の海部俊樹を指したものと誤解されることがあり、海部自身も後年の回想録で自分を指した発言であると誤解しているが[224]、実際には1982年の自民党総裁選で田中派が中曽根康弘を支持した際のオフレコ発言である。1994年になって政治記者の田崎史郎が発表した記事によって、初めて明らかになり、話題となった[225][226]。なお、側近の平野貞夫は海部政権時代の1990年に自身が新聞記者に発した言葉が誤って伝わったと2008年になって主張しているが[227]、前述のとおり「担ぐミコシは〜」発言の記事を発表した田崎のオフレコメモでは1982年の小沢発言と明記されており、「おれたちは党だけでなく、内閣をとるつもりで、中曽根を選んだ」と中曽根を名指しした台詞まである。
- 「日本国民として謝罪しなければならない歴史的事実だ」（2009年12月12日韓国ソウル、国民大学校講演で日本の韓国植民地支配に触れ）[228]
- 「天皇陛下も '桓武天皇の生母は百済の王女だった' と認めている」（2009年12月12日韓国ソウル、国民大学校講演）[229]。
- 「内閣の一部局の一役人が内閣の方針についてどうこう言うなら、辞表を提出してから言うべきだ」2009年12月14日天皇と中国の習近平副主席の会見をめぐり、政治利用にあたるのではないかとの懸念を表明した羽毛田信吾宮内庁長官について[230]。
- 「党務を預かる幹事長は、選挙戦に勝つこと。党の支持率は関係ない」「（支持率低下を）全然心配しておりません。新聞、テレビの世論調査、当たったことないよ、ほとんど」2010年4月12日党本部記者会見にて、各報道機関の世論調査で党や内閣の支持率が低下していることについて[231]。
- 「あほな独裁者」（ロシアのプーチン大統領を指して）[232]
- 「共産党独裁はいずれ滅びる。だからもうコペルニクス的転換をするか滅びるかどちらかしかない」（中国の胡錦涛元中国共産党総書記・国家主席に対して）
- 「国民のレベル以上の政治家は生まれない」
- 「軍事力で政府は倒せても、民を治めることはできない」

### 拉致問題に関する発言
2009年3月2日付産経新聞朝刊1面における「民主党解剖1」の記事中において、小沢が、2月上旬、都内で開かれた民主党議員と支持者による会合において「拉致問題は北朝鮮に何を言っても解決しない。カネをいっぱい持っていき、『何人かください』って言うしかないだろ」と発言したことが報じられた。
この記事を受けて、救う会には、電話やメールで問合せが殺到し、救う会では、西岡力会長代行が「小沢民主党代表発言は事実なのか」と題するコメント を発表した。
これに対して民主党は、民主党幹事長代理から産経新聞社編集局長と政治部長宛に「記事は『事実無根の報道』」 として記事の訂正と謝罪を求め、3月4日中に回答することを要請した。
この要請に対して、産経新聞政治部長は、3月4日、文書で民主党幹事長代理宛に「正当な取材の結果得られたもので、かつ裏づけもとれているもの」という旨を回答 しているが、これに対する民主党の反論は全く行われていない。

### アメリカ人・英国人に対する発言
2010年（平成22年）8月25日の「小沢一郎政治塾」の講演で、米国観を語り、「米国人は好きだが、どうも単細胞なところがあってだめだ」と述べた。
米国のオバマ大統領について「絶対、黒人大統領はあり得ないと思っていた社会で、黒人大統領が誕生した。黒人が出たら暗殺されるといううわささえ以前にはあったが、この危機にあたって変化を強調したオバマ氏を選んだ」と指摘。
「決して米国人は利口だと思っていないが、民主主義、危機にあたって国民の意思による選択がきちんと実行されていることを非常に高く評価している」と強調した。
また、小沢氏は「政界でも官界でも財界でも、精神の荒廃、日本人の劣化が急速に進んでいる」と問題提起。
第二次世界大戦を舞台にした映画『戦場にかける橋』に登場する英国人捕虜の規律正しさを紹介し、英国を「さんざん悪いことをして紳士面しているから好きではない」としながらも「祖国のために戦う軍隊も、自分たちの意思で（作った）という意識がある。自分たち自身の社会であり、国であるという民主主義の基本の意識が徹底している」と評価した。

### その他の発言
2016年9月26日の第192回臨時国会で衆参両院本会議での安倍晋三内閣総理大臣が所信表明演説を行った際、自民党議員が一斉に安倍へ拍手を送ったことに対し、「異様な光景だ。今までも日本の議会では見られないと思うし、北朝鮮か中国共産党大会みたいなアレで、ちょっとますます不安に感じた」と述べた。
2022年7月8日の安倍晋三暗殺事件について参議院議員選挙の応援演説で、「端的に言えば、自民党の長期政権が招いた事件と言わざるを得ない」と述べた。小沢氏は演説後、記者団に発言の真意を問われ「社会が安定して良い政治が行われていれば、こんな過激な事件は起きない。自民党がおごり高ぶり、勝手なことをやった結果だ」、「安倍氏のこの災難は、むしろ自民党に有利に作用するかもしれない」と語っている。翌9日、党代表の泉健太は「背景や全容はいまだ不明だ。その状況で、事件と長期政権など何かを不用意に関連付けるべきではない」として、小沢に対し党として注意したことを自身のTwitterで明らかにした。
2023年10月、東京都内における講演会で、立憲民主党の泉健太代表が次の衆院選での目標として掲げる150議席を目指すことに言及。「長い権力は必ず腐敗する。長期政権のもたらす最大の弊害は、利権化した社会が続くということだ。政権が変わると、野党は頼りないとみんな思っている。だけど自民党だって何かできるわけじゃない。政権交代する最大のメリットは利権の構造を壊せるということだ。国民には政権を変える権利がある。ずっと自民党から政権が変わらないというのは民主主義国家ではない」と発言した。

## 西松建設事件・陸山会事件
2008年11月19日、西松建設海外事業部の元副事業部長が逮捕され、21日西松建設社長の自宅を家宅捜索、2009年01月14日西松建設元副社長ら４人、21日西松建設前社長が相次いで逮捕された。そして、2009年3月3日に小沢の公設秘書である陸山会会計責任者である大久保隆規が前社長とともに政治資金規正法違反で検察に逮捕、起訴された。なお、この疑惑で事情聴取を受けていた長野知事の元秘書は、2月24日に自殺している他、小沢氏と西松建設の癒着を指摘していた元参議院議員が3月1日にソウルで心臓発作で死亡、また、3月4日に民主党の金庫番といわれた議員の事務所も全焼している。
当時民主党代表だった小沢は秘書が起訴された責任問題について違法性を否定しつつ検察の捜査を批判し、党代表続投を表明。しかし、この問題における党内の動揺を受け、5月11日に小沢は民主党代表を辞任した。
2010年1月、石川知裕衆議院議員を含め小沢一郎の秘書3人が検察によって政治資金規正法違反容疑で逮捕され、2月に起訴された。小沢本人に関しては嫌疑不十分により不起訴処分となった。それを受けて、当時民主党幹事長だった小沢は検察の捜査を批判しつつ、党幹事長続投を表明した。しかし、4月に検察審査会が1回目の起訴相当議決をする。検察が不起訴としても2回目の起訴相当になった場合、小沢一郎が強制起訴になることから、民主党内に動揺が広がった。また、世論調査では検察批判を含む小沢の説明に納得していない国民が8割おり、党内でも批判が噴出、6月に鳩山由紀夫首相が民主党の政治とカネに決着をつけるべきとして辞意表明をしたこともあり、小沢も民主党幹事長を辞任した。
2010年10月、小沢一郎に対して検察審査会が2回目の起訴相当議決をし、2011年1月に強制起訴された。このことを受け、民主党から裁判の判決確定まで無期限の党員資格停止処分を受けた。
なお担当検察官の田代政弘は陸山会事件の捜査において、容疑者であった石川知裕の捜査報告書に虚偽の記載をしたとして、健全な法治国家のために声をあげる市民の会から虚偽公文書作成及び行使罪で告発され、不起訴となったものの、法務大臣からは、減給6ヶ月、100分の20の懲戒処分を受け、検察官を辞職している。
2013年3月13日、小沢の公設秘書である大久保に対して、東京高裁で禁錮3年・執行猶予5年の判決が下され、同27日に上告を断念し判決が確定している。

## 報道

### 労働保険未加入
2009年3月3日、小沢の事務所が雇用しているアルバイトや私設秘書について、労働保険に未加入であると報道された。同事務所は産経新聞に「少なくとも3、4年は未加入になっており、かなりの人数分の未納保険料を納付することになる」と説明。今後、過去の雇用状況を調べた上で労働局に届け出る予定としているが、労働保険未加入発覚時のペナルティは発覚時の前年度と前々年度分の保険料と、10%の追徴金のみであり、未加入分の多くは問責されないこととなる。産経新聞によると、同事務所では小沢の初当選以来、「正規の秘書」以外は届け出ていない可能性もあり、対象者は数百人規模になるという。また、産経新聞によると、「両党とも派遣社員などの労働保険未加入を批判していながら、党首自らの事務所で同様の問題を抱えていたことになる。」としている。
2009年9月25日、未納保険料を支払う際に必要な「算定基礎調査書」が、7月末現在で「不存在」だったことから、平成18・19年度分の保険料の納付が未だに済んでいないことが産経新聞で報じられる。平成18年度の未納分と課徴金の納付については、7月中旬で時効となった。小沢事務所側は「（西松建設の違法献金事件の）捜査で経理書類をすべて押収され、未納分の調査や手続きに必要な書類がなく、総選挙の日程が重なったこともあり、手続きに時間がかかっている」と釈明した。検察に押収された書類については、返還やコピーを求めることができるが、同事務所は申請の有無については産経新聞に回答していない。

## 所属議員連盟
- 憲法調査推進議員連盟[247]
- 民主党東北議員団連盟
- 民主党日英議員連盟
- 国際観光産業振興議員連盟（最高顧問）
- 天皇陛下御即位二十年奉祝国会議員連盟（顧問）
- 北京オリンピックを支援する議員の会（顧問）
- みんなで靖国神社に参拝する国会議員の会

## 役職
- 一般財団法人東京芸術財団理事[248]。

## 政歴
- 1969年（昭和44年）12月：第32回衆院選挙で岩手2区に自民党から立候補、初当選[15]。
- 1972年（昭和47年）11月：第33回衆院選挙で当選（2期）[15]。
- 1975年（昭和50年）12月：科学技術政務次官に就任（三木内閣、〜1976年9月）[15]。
- 1976年（昭和51年）
  - 12月：第34回衆院選挙で当選（3期）[15]。
  - 12月：建設政務次官に就任（福田赳夫内閣、〜1977年11月）[15]。
- 1978年（昭和53年）
  - 1月：自民党政調科学技術部会長（〜12月）[15]。
  - 12月：自民党政調水産部会長（〜1981年12月）[15]。
- 1979年（昭和54年）
  - 3月：自民党岩手県連合会会長（〜1982年2月）[15]。
  - 10月：第35回衆院選挙で当選（4期）[15]。
- 1980年（昭和55年）6月：第36回衆院選挙で当選（5期）[15]。
- 1981年（昭和56年）12月：自民党政務調査会副会長（〜1982年11月）[15]。
- 1983年（昭和58年）
  - 12月：第37回衆院選挙で当選（6期）[15]。
  - 12月：衆議院議院運営委員長（〜1985年12月）[15]。
- 1985年（昭和60年）12月：第2次中曾根第2次改造内閣で初入閣。自治大臣、国家公安委員会委員長に就任（〜1986年6月）[15][249]。
- 1986年（昭和61年）7月：第38回衆院選挙で当選（7期）[15]。
- 1987年（昭和62年）11月：竹下内閣で内閣官房副長官に就任[250]。竹下改造内閣でも再任[251]（〜1989年6月）[15]。
- 1989年（平成元年）8月：自民党幹事長に就任（〜1991年4月）[15]。
- 1990年（平成2年）2月：第39回衆院選挙で当選（8期）[15]。
- 1993年（平成5年）
  - 6月：自民党を離党し、新生党を結党。代表幹事に就く（〜1994年11月）[15][252]。
  - 7月：第40回衆院選挙で当選（9期）[15]。
- 1994年（平成6年）12月： 新進党を結成し、幹事長となる（〜1995年12月）[15][252]。
- 1995年（平成7年）12月：新進党党首に就任（〜1997年12月）[15][252]。。
- 1996年（平成8年）10月：小選挙区制に移行した第41回衆院選挙で岩手4区から出馬し、当選（10期）[15]。
- 1998年（平成10年）1月： 新進党を分党し、自由党を結党。党首に就く（〜2003年9月）[15][252]。
- 2000年（平成12年）6月：第42回衆院選挙で当選（11期）[15]。
- 2003年（平成15年）
  - 9月：自由党が民主党に合流（民由合併）[15][253]。
  - 11月：第43回衆院選挙で当選（12期）[15]。
  - 12月： 民主党代表代行に就任（〜2004年5月）[15]
- 2004年（平成16年）12月：民主党副代表に就任（〜2005年9月）[15]。
- 2005年（平成17年）9月：第44回衆院選挙で当選（13期）[15]。
- 2006年（平成18年）4月：民主党代表に就任[254]（〜2009年5月[255]）[15]。
- 2009年（平成21年）
  - 5月：民主党筆頭代表代行（選挙担当）に就任（〜9月）[15][256][257]。
  - 8月：第45回衆院選挙で当選（14期）[15]。
  - 9月：民主党幹事長に就任（〜2010年6月）[15][258]。
- 2012年（平成24年）
  - 7月：民主党より除籍処分を受ける[61]。国民の生活が第一を結党、代表に就く（〜11月）[15]。
  - 11月：国民の生活が第一が日本未来の党へ合流[259]。
  - 12月：第46回衆院選挙で当選（15期）[15]。日本未来の党を生活の党に改称[260]。
- 2013年（平成25年）1月：生活の党代表に就く（〜2014年12月）[15][261]。
- 2014年（平成26年）
  - 12月：第47回衆院選挙で当選（16期）[15]。
  - 12月：自由党を生活の党と山本太郎となかまたちに改称。引き続き代表を務める（～2016年10月）[15][262]。
- 2016年（平成28年）10月：党名を自由党へ変更。引き続き代表（～2019年9月）[15][263][264]。
- 2017年（平成29年）10月：第48回衆院選挙で岩手3区に移り[注 15]、当選（17期）[265][266]。
- 2019年（平成31年）4月：自由党が国民民主党に合流[267]。
- 2020年（令和2年）9月：国民民主党などが合流して発足した立憲民主党に参加[268]。党の岩手県総支部連合会代表に就任（〜2021年10月[269]）[270]。
- 2021年（令和3年）10月：第49回衆院選挙で岩手3区で落選（選挙区での落選は初）。比例東北ブロックで復活当選（18期）[271]。
- 2024年（令和6年）10月：第50回衆院選挙で当選（19期）。

## 選挙歴
| 当落 | 選挙                   | 執行日         | 年齢 | 選挙区        | 政党         | 得票数     | 得票率 | 定数 | 得票順位 /候補者数 | 政党内比例順位 /政党当選者数 |
| ---- | ---------------------- | -------------- | ---- | ------------- | ------------ | ---------- | ------ | ---- | ------------------ | ---------------------------- |
| 当   | 第32回衆議院議員総選挙 | 1969年12月27日 | 27   | 旧岩手県第2区 | 自由民主党   | 7万1520票  | 26.71% | 4    | 1/6                | /                            |
| 当   | 第33回衆議院議員総選挙 | 1972年12月10日 | 30   | 旧岩手県第2区 | 自由民主党   | 6万675票   | 19.18% | 4    | 2/8                | /                            |
| 当   | 第34回衆議院議員総選挙 | 1976年12月05日 | 34   | 旧岩手県第2区 | 自由民主党   | 7万1449票  | 21.98% | 4    | 1/6                | /                            |
| 当   | 第35回衆議院議員総選挙 | 1979年10月07日 | 37   | 旧岩手県第2区 | 自由民主党   | 7万183票   | 21.52% | 4    | 1/7                | /                            |
| 当   | 第36回衆議院議員総選挙 | 1980年06月22日 | 38   | 旧岩手県第2区 | 自由民主党   | 7万2838票  | 22.27% | 4    | 1/8                | /                            |
| 当   | 第37回衆議院議員総選挙 | 1983年12月18日 | 41   | 旧岩手県第2区 | 自由民主党   | 6万3212票  | 18.87% | 4    | 4/6                | /                            |
| 当   | 第38回衆議院議員総選挙 | 1986年07月06日 | 44   | 旧岩手県第2区 | 自由民主党   | 9万5208票  | 24.80% | 4    | 1/7                | /                            |
| 当   | 第39回衆議院議員総選挙 | 1990年02月18日 | 47   | 旧岩手県第2区 | 自由民主党   | 8万9449票  | 24.08% | 4    | 1/7                | /                            |
| 当   | 第40回衆議院議員総選挙 | 1993年07月18日 | 51   | 旧岩手県第2区 | 新生党       | 14万2451票 | 40.82% | 3    | 1/6                | /                            |
| 当   | 第41回衆議院議員総選挙 | 1996年10月20日 | 54   | 岩手県第4区   | 新進党       | 12万5619票 | 64.68% | 1    | 1/4                | /                            |
| 当   | 第42回衆議院議員総選挙 | 2000年06月25日 | 58   | 岩手県第4区   | 自由党       | 11万9099票 | 59.70% | 1    | 1/4                | /                            |
| 当   | 第43回衆議院議員総選挙 | 2003年11月09日 | 61   | 岩手県第4区   | 民主党       | 12万8458票 | 65.11% | 1    | 1/4                | /                            |
| 当   | 第44回衆議院議員総選挙 | 2005年09月11日 | 63   | 岩手県第4区   | 民主党       | 12万4578票 | 59.95% | 1    | 1/4                | /                            |
| 当   | 第45回衆議院議員総選挙 | 2009年08月30日 | 67   | 岩手県第4区   | 民主党       | 13万3978票 | 62.55% | 1    | 1/5                | /                            |
| 当   | 第46回衆議院議員総選挙 | 2012年12月16日 | 70   | 岩手県第4区   | 日本未来の党 | 7万8057票  | 45.50% | 1    | 1/4                | /                            |
| 当   | 第47回衆議院議員総選挙 | 2014年12月14日 | 72   | 岩手県第4区   | 生活の党     | 7万5293票  | 47.79% | 1    | 1/3                | /                            |
| 当   | 第48回衆議院議員総選挙 | 2017年10月22日 | 75   | 岩手県第3区   | 無所属       | 13万229票  | 57.42% | 1    | 1/2                | /                            |
| 比当 | 第49回衆議院議員総選挙 | 2021年10月31日 | 79   | 岩手県第3区   | 立憲民主党   | 10万9362票 | 47.95% | 1    | 2/2                | 3/4                          |
| 当   | 第50回衆議院議員総選挙 | 2024年10月27日 | 82   | 岩手県第3区   | 立憲民主党   | 11万5364票 | 57.77% | 1    | 1/2                | /                            |

## 栄典
- 2014/9/4 韓国国民大学　名誉博士[272][273]

## 家族・親族

### 小沢家
（岩手県奥州市、東京都世田谷区）
- 祖父・徳太郎（農業）

田畑をそれぞれ三反歩ずつ所有する、いわゆる中農であった。
- 祖母・トメ
- 父・佐重喜[275]（弁護士、政治家）

1898年（明治31年）11月生 - 1968年（昭和43年）5月没。
岩手県胆沢郡水沢町（水沢市を経て、現、奥州市）出身。農家に生まれ、1923年（大正12年）、日本大学法学部を卒業するとその年の12月に25歳の若さで弁護士試験に合格し翌年弁護士事務所を開業する。東京市会議員、東京府会議員を経て、1946年（昭和21年）、衆議院議員に当選する。第2次吉田茂内閣の運輸大臣、第3次吉田茂内閣の逓信大臣、初代郵政大臣兼初代電気通信大臣、第5次吉田茂内閣の建設大臣、第2次池田内閣で行政管理庁長官、北海道開発庁長官等を歴任する。
一郎によれば「父は三十歳の時から東京の市会、府会議員となって、政治の世界に入り、戦後は郷里から衆議院議員として国政に参加した。その長い政治経歴を評価されて、国会運営や党の国会対策の実務を担当し、たびたび選挙対策本部長となって選挙の采配を揮っていた。その父は小選挙区制の導入を持論としていた」、「親父は、じいさまが酒に溺れて身上をつぶして水飲み百姓の小作人のせがれとして食うや食わずで育ったんだ。それで、ものすごく貧乏だったせいかどちらかというと反体制的な考え方だった。戦後の経済万能主義の社会や政治を嫌悪していたし、エスタブリッシュメントというものに対する反発を非常に強くもっている男でした」という。
- 母・みち（元千葉県議会議員荒木儀助の四女）

1901年（明治34年）2月生〜 1995年（平成7年）2月没。
千葉県東葛飾郡風早村生まれ。「みちは明治三十四年二月十五日に千葉県の元名主の娘として生まれた。実家はかなりの豪農で、生まれたときからお嬢様として育てられた。九段精華高等女学校では、のちの鹿島建設会長夫人になる鹿島卯女も同窓だった。
生家は“駅からよその土地を踏まずに家まで帰ることができ、通学には駅まで人力車で往復していた”というほどの大地主だった。父親の儀助も人望家で千葉県の大物県会議員であり、裕福だった。両親はともに教育熱心で、のちに医者や弁護士になっている家族も多くおり、兄弟は軍医中尉で戦死している。
- 姉（2人）
- 元妻・和子（新潟県の建設会社福田組会長、福田正の長女で1944年生[278]）
  - 長年地元の女性団体である「水和会」の会長を務めていた。福田組が大手ゼネコンになる原動力となったのが、新潟県に地盤を持っていた田中角栄の有力後援者としての角栄パイプで公共事業を中心に急成長を遂げた。田中角栄を仲人にして、小沢が衆院議員2期目の1973年に結婚した。2012年に解散が発表された直後に週刊文春が小沢と離婚したという和子の手紙を報道した。両者とも離婚の事実については明確な声明は出していない[12]。2021年11月18日付の毎日新聞も東日本大震災後に離婚したことを報じており、小沢が不在の間の地元活動を支えてきた妻との離別が選挙基盤の弱体化にも影響したと分析した[279]。
- 小沢の事務所関係者は「震災のころはすでに、夫婦間で話もできない状態で、秘書が時折、連絡役になっていた。逆に言うと、手紙で切々と綴っていた震災後の小沢事務所の状況なんて、和子さんは何も知らない。」としている[280]。
- 息子が3人いる。2015年ごろには小沢の秘書が長男に対し、後継者として政界入りを打診したが、うまくいかなかったという[281]。

2008年末のラジオ生番組では息子の一人は派遣社員だと小沢は発言している。
- - 長男・1998年に早稲田大学理工学部を卒業し海上自衛隊幹部候補生学校に入学し[283]、99年に卒業した[284][注 16]。二等海尉だった2001年7月に辞職している[285]。
  - 次男・国立大学卒業[282]
  - 三男・私立大学卒業[282]、2011年2月下旬に娘が生まれこれが小沢の初孫となる[286]。
  - TVリポーターとの間に隠し子となる四男(1990年生[287])がいる[288]。

### 親戚
- 上述の通り、母方の祖父の荒木儀助は千葉県議会議員を務めた。
- 竹下亘元復興大臣（元首相竹下登の異母弟）の妻は小沢の元妻の妹にあたる[289][290]。

## 書籍

### 単著
- 『日本改造計画』（1993年5月20日、講談社）ISBN 4062064820
- 『語る』（構成:小林泰一郎）（1996年4月20日、文藝春秋）ISBN 4163502106
- 『男の行動美学』（1999年9月9日、プラネット出版）ISBN 4939110028
- 『90代の証言 小沢一郎 政権奪取論』（編:五百旗頭真 伊藤元重 薬師寺克行）（2006年6月7日、朝日新聞社）ISBN 4022501634
- 『剛腕維新』（2006年8月10日、角川学芸出版）ISBN 4046210885
- 『小沢主義（オザワイズム） 志を持て、日本人』（2006年9月1日、集英社）ISBN 4797671297

### 共著
- 『日米関係を読む プラネット・ブックス. Navi Japan 1』（共著者:ジェームズ・ファローズ 松永信雄、編:アジア調査会）（1990年11月5日、プラネット出版）ISBN 4881913123
- 『政権交代のシナリオ 「新しい日本」をつくるために』（共著者:菅直人）（2003年11月10日、PHP研究所）ISBN 4569631908
- 『自民党失敗の本質』（共著者:石破茂 村上誠一郎 内田樹 御厨貴 前川喜平 古賀茂明 望月衣塑子）（2021年10月8日、宝島社）ISBN 4299021312

### 監修
- 『ジョン万次郎とその時代』（編著:川澄哲夫）（2001年7月25日、廣済堂出版）ISBN 4331507963

### 論文
- 国立情報学研究所収録論文 国立情報学研究所

### 関連書籍
- 『小沢一郎の「真実」―金丸、竹下を手玉にとる剛腕幹事長』（アイペック、1990年、ISBN 4870471000）
- 『平成名勝負物語—橋本龍太郎vs小沢一郎』（小林吉弥著、勁文社、1990年、ISBN 4766912497）
- 『劇画 橋本龍太郎VS小沢一郎—激闘譜』（さいとうたかを著、日本フローラルアート出版局、1991年、ISBN 4930831008）
- 『小沢一郎の政治謀略―政界の裏の裏がわかる本』（菊池久著、山手書房新社、1991年、ISBN 4841300228 ）
- 『小沢一郎探検』（朝日新聞政治部編、朝日新聞社、1991年、ISBN 4022563435）
- 『小沢一郎・全人像』（小田甫著、行政問題研究所出版局、1992年、ISBN 4905786908）
- 『平成動乱 小沢一郎の野望』（板垣英憲著、DHC、1993年、ISBN 4887240023）
- 『小沢一郎の秘密』（佐藤淳一著、データハウス、1993年、ISBN 4887181698）
- 『小沢一郎・日本改造計画の危険性』（本澤二郎著、エール出版社、1993年、ISBN 4753912345）
- 『小沢一郎の逆襲―ベールに包まれた政界再編のシナリオを読む!』（竜崎孝著、サンドケー出版局、1993年、ISBN 491493809X）
- 『あの人 ひとつの小沢一郎論』（渡辺乾介著、飛鳥新社、1993年、ISBN 4870311291）
- 『小沢一郎の腕力ポイント読み』（伊勢暁史著、明日香出版社、1994年、ISBN 4870307081）
- 『小沢一郎総理大臣待望論』（板垣英憲著、ジャパン・ミックス、1994年、ISBN 4883211541）
- 『どっこい小沢一郎は生きている 全発言で探る、この男の次の一手』（上之二郎著、ベストセラーズ、1994年、ISBN 4584191131）
- 『小沢一郎真実の叫び―これだけはいいたい 小沢は日本の未来に危惧を抱き、平和な国と社会のために改革を図る』（蒲生輝著、三心堂出版社、1994年、ISBN 4915620778）
- 『小沢一郎日本国崩壊をすくう』（蒲生輝著、三心堂出版社、1994年、ISBN 4915620956）
- 『小沢一郎の日本vs.武村正義の日本―あなたはどちらの国に住みたいか この2人がわかれば日本の将来が見えてくる』（小板橋二郎著、こう書房、1994年、ISBN 4769605080）
- 『池田大作vs小沢一郎 どうなる日本どうなる両雄の展開』（後藤寿一著、銀河出版、1994年、ISBN 4906436412）
- 『「小沢一郎日本改造計画」への挑戦状! 20代議員の描くキラリと光る改造計画』（「新党20代議員の会」編著、マネジメント社、1994年、ISBN 4837803431）
- 『河野洋平と小沢一郎の大戦略―宿命のライバル』（本沢二郎著、総合法令、1994年、ISBN 4893463829）
- 『悪魔の使者小沢一郎―あの強腕を裏で操るのは何者か 日本改造なんてとんでもない』（ヤコブ・モルガン著・忍野昭太郎訳、第一企画出版、1994年、ISBN 4887190166）
- 『小沢ウオッチング』（立尾良二著、東京新聞出版局、1995年、ISBN 4808305216）
- 『小沢一郎の時代』（板垣英憲著、同文書院、1996年、ISBN 4810380300）
- 『お笑い大蔵省極秘情報』（テリー伊藤著、飛鳥新社、1996年、ISBN 4-87031-293-X）
- 『小沢一郎―その「恐怖支配」の実態』（久慈力著、マルジュ社、1996年、ISBN 4896161017）
- 『政治が歪める公共事業―小沢一郎ゼネコン政治の構造』（久慈力・横田一著、緑風出版、1996年、ISBN 4846196143）
- 『盛岡大学疑惑を追及する―教育を食い物にする紳士たち』（久慈力著、新泉社、1997年、ISBN 4787797158）
- 『拝啓小沢一郎党首殿』（松沢成文著、ごま書房、1997年、ISBN 4341017748）
- 『小沢一郎の行動美学』（三菟雅文著 プラネット出版社 1999年 ISBN 4939110028）
- 『小沢一郎の大勝負 竜馬か!? 悪魔か!?』 （板垣英憲著、リヨン社、2003年、ISBN 4576031910）
- 『日本変革 菅直人+小沢一郎は政治をどう変えるのか』（板垣英憲著、ベストセラーズ、2003年、ISBN 4584159769）
- 『政党崩壊―永田町の失われた十年』（伊藤惇夫著、新潮社［新潮新書］、2003年、ISBN 4106100231）
- 『闇将軍 野中広務と小沢一郎の正体』（松田賢弥著、講談社、2003年、ISBN 4062117061）[疑問点 – ノート][291]
  - 『闇将軍 野中広務と小沢一郎の正体』（松田賢弥著、講談社+α文庫、2005年9月22日、ISBN 9784062569781）
- 『永田町「悪魔の辞典」』（伊藤惇夫著、文藝春秋、2004年、ISBN 4166603884 ）
- 『政治の数字―日本一腹が立つデータブック』（伊藤惇夫著、文藝春秋［文春新書］、2005年、ISBN 4106101173）
- 『小沢一郎の政権奪取戦略』（大下英治著、河出書房新社、2005年3月、ISBN 4309243347）
- 『小沢一郎の日本をぶっ壊す』（大下英治著、幻冬舎、2006年8月、ISBN 4344408217）
- 『小沢一郎の真実』（平野貞夫著、講談社、 2006年9月、 ISBN 4066213553）
- 『「小沢一郎」入門―カリスマの原点 小沢一郎は何を考えているのか』（森田実著、三笠書房［知的生き方文庫］、 2006年10月、 ISBN 4837975887）
- 『政権交代―小沢一郎最後の戦い』（板垣秀憲著、 共栄書房、2007年7月、ISBN 4763410334）
- 『小沢民主党は信用できるか』（高市早苗編著、PHP研究所、2008年2月 ISBN 9784569697949）
- 『職業政治家 小沢一郎』（佐藤章著、朝日新聞、2020年9月、ISBN 4022516992）

### 雑誌関連文献抄
- 『現代』2004年2月号、小沢一郎・横路孝弘・伊藤達美「小沢一郎×横路孝弘―民主党の両極 安全保障論で合意する」
- 『週刊金曜日』2005年1月14日号、「本多勝一の憂刻ニッポン―小沢一郎（上）現行憲法の下で「無血革命」を目指す」
- 『AERA』2006年1月23日号、後藤正治「小沢一郎 思想政治家で終わるのか」
- 『世界』2007年11月号、小沢一郎「公開書簡 今こそ国際安全保障の原則確立を」